# Viernheim
Viernheim [ˈfɪʁn-] (das i wird kurz gesprochen, trotz der Schreibung mit ie, mundartlich: Verne oder Vänne) ist eine mittlere Industriestadt nordöstlich von Mannheim im Wirtschafts- und Ballungsraum Metropolregion Rhein-Neckar. Sie ist mit rund 35.600 Einwohnern die zweitgrößte Stadt im südhessischen Landkreis Bergstraße. Seit 1994 trägt sie auch den Titel Brundtlandstadt, da sie an einem Modellprojekt zur Energieeinsparung teilnimmt.

## Geografie
Viernheim liegt in der Oberrheinischen Tiefebene. Viernheim liegt in Hessen, grenzt aber im Westen, im Süden und im Osten an Baden-Württemberg an. Nördlich des Viernheimer Walds, in Lampertheim, beginnt das Hessische Ried. Östlich von Viernheim liegt die Stadt Weinheim. Dort liegt die Bergstraße sowie der Anfang des Odenwalds.

### Klima

Niederschlagsdiagramm

Der Jahresniederschlag liegt bei 726 mm und ist damit vergleichsweise normal, da er in das mittlere Drittel der in Deutschland erfassten Werte fällt. An 46 % der Messstationen des Deutschen Wetterdienstes werden niedrigere Werte registriert. Der trockenste Monat ist der Februar, die meisten Niederschläge fallen im Juni. Im Juni fallen doppelt so viel Niederschläge wie im Februar. Die Niederschläge variieren stark. An 72 % der Messstationen werden niedrigere jahreszeitliche Schwankungen registriert.

### Nachbargemeinden
Viernheim grenzt im Norden an den Stadtteil Hüttenfeld der Stadt Lampertheim (in Hessen), im Nordosten an die Stadt Hemsbach, im Osten an die Stadt Weinheim, im Süden an die Gemeinde Heddesheim (alle drei im Rhein-Neckar-Kreis) sowie im Westen an den Stadtkreis Mannheim (alle Baden-Württemberg).

### Stadtgliederung
Viernheim hat keine offiziellen Stadtteile, die Stadt wird aber in mehrere Stadtgebiete unterteilt. Die meisten Einteilungen Viernheims ergeben sich durch den Volksmund bzw. neu erschlossene Bebauungsgebiete, die Stadterweiterungen. Ihre Grenzen sind deshalb nicht genau festgelegt. Der Stadtkern wird von der Innenstadt und der um sie herumliegenden „Altstadt“ gebildet. Zu den Gebieten gehören außerdem: Die Nordweststadt (nördlich der Nibelungenstraße/Wormser Straße bzw. westlich der Straße Am Stockfeld), die Oststadt (östlich der August-Bebel-Straße), die Weststadt (westlich der Kreuzstraße/Am Königsacker), das Tivoli (im Süden am Rhein-Neckar-Zentrum), Hinter den Zäunen (südlich der OEG-Schienen), das Industriegebiet, Gewerbegebiet Eins (im Nordosten nördlich der Friedrich-Ebert-Straße und östlich der Lorscher Straße) sowie das in den letzten Jahren neu entstandene Neubaugebiet Bannholzgraben östlich der Janusz-Korczak-Allee (L 3111). Zudem gibt es noch das Sportgebiet West (westlich der A 6), die beiden jeweils eine Straße umfassenden Außensiedlungen Neuzenlache und Ziegelhütte (südlich der A 659) sowie die Aussiedlerhöfe nordöstlich der Stadt.
Viernheim besteht nur aus einer Gemarkung (Gmk.-Nr. 63070). Das auf dieser Gemarkung liegende Forsthaus Heide wird sowohl verkehrstechnisch als auch postalisch über Lampertheim erschlossen.

## Geschichte

### Von den Anfängen bis zum 18. Jahrhundert
Die erste urkundliche Erwähnung Viernheims stammt aus dem Jahr 777 als Karl der Große dem Kloster Lorsch erlaubte „einen Weg durch die Virnheimer Mark bis zur Weschnitz anzulegen“. Die Abschrift der Urkunde findet sich im Codex Laureshamensis (Band 1, Nr. 8), dem Besitzverzeichnis des Klosters Lorsch. Archäologische Funde weisen aber auf eine viel längere Besiedlung des Gebietes hin. Der Ort hat sich wohl aus einem karolingischen Königshof entwickelt. Die 764 gegründete und 771 zum Reichskloster erhobene Abtei war im Früh- und Hochmittelalter ein mächtiges Benediktinerkloster mit Besitzungen im Odenwald, an der Bergstraße, in Rheinhessen, in der Pfalz, im Elsass und in Lothringen.
Aus dieser Zeit sind viele Schenkungs- und Tauschurkunden, die Besitzungen in Viernheim betreffen, überliefert. Unter anderem erhält 902 der Erzbischof Hatto von Mainz als Abt des Klosters Lorsch einen Hof in Viernheim im Tausch gegen Besitzungen im Enzgau. 906 wurde dieser Tausch von König Ludwig IV. bestätigt. 917 schenkte König Konrad I. dem Kloster Lorsch das Königsgut in Wattenheim und Viernheim unter dem Vorbehalt lebenslanger Nutzung durch den Lehensträger Kaplan Werinolf. 1165 scheinen große Teile von Viernheim im Besitz des Klosters Lorsch gewesen sein, denn für dieses Jahr ist überliefert, dass der Abt des Klosters Lorsch dem Kloster Neuenburg bei Heidelberg vier Huben und dem Kloster Schönau mehrere Distrikte in der Gemarkung Viernheim schenkte. Die Schenkung an das Kloster Schönau erfolgte mit der Bedingung, jährlich 300 Käse an Lorsch zu liefern.
Während des Investiturstreits – von 1076 (Reichstag in Worms) bis 1122 (Wormser Konkordat) – mussten viele Besitzungen des Klosters Lorsch an den Adel abgegeben werden. Im späten 12. Jahrhundert wurde mit der Aufzeichnung der alten Besitzurkunden versucht, die Verwaltung zu reorganisieren (Lorscher Codex). Dennoch unterstellte 1232 Kaiser Friedrich II. die Reichsabtei Lorsch dem Erzbistum Mainz und dessen Bischof Siegfried III. von Eppstein zur Reform. Die Benediktiner widersetzten sich der angeordneten Reform und mussten die Abtei verlassen. Sie wurden durch Zisterzienser aus dem Kloster Eberbach und diese 1248 durch Prämonstratenser aus dem Kloster Allerheiligen ersetzt. Von diesem Zeitpunkt an wurde das Kloster als Propstei weitergeführt. Aufgrund der Freiheiten des Reichsklosters waren die Klostervögte Verwalter und Gerichtsherren innerhalb des Klosterbesitzes. Dieses Amt kam um 1165 in den Besitz der Pfalzgrafen. Aus dieser Konstellation entwickelten sich schwere Auseinandersetzungen zwischen dem Erzbistum Mainz und der Kurpfalz als Inhaber der Vogtei. Diese Streitigkeiten konnten erst Anfang des 14. Jahrhunderts durch einen Vertrag beigelegt werden, in dem die Besitzungen des Klosters zwischen Kurmainz und Kurpfalz aufgeteilt und die Vogteirechte der Pfalzgrafen bestätigt wurden. In dem Vergleich von 1308 wurde vereinbart, dass „das Dorf Viernheim zum Erzstift Mainz gehören soll“.
1267 wurde erstmals ein Burggraf auf der Starkenburg (über Heppenheim) genannt, der auch das Mainzer Amt Starkenburg verwaltete. In diesem Amt lag die „Zent Heppenheim“ mit Viernheim. Für die Verwaltung der noch bestehenden Gefälle des Klosters Lorsch war aber die Oberschaffnerei in Lorsch zuständig. Die erste Erwähnung des Kellners in Heppenheim erfolgte 1322. Er hatte seinen Sitz im Amtshof von Heppenheim und war der höchste Finanz- und Justizbeamte nach dem Burggrafen.
Unter Mainzer Herrschaft wurde das Dorf 1346 mit allem Zubehör gegen 1200 Pfund Heller dem Schultheißen zu Weinheim verpfändet. Ausgenommen blieben die Käsegült, die das Kloster Schönau von seinem Hof dem Burggrafen der Starkenburg entrichten musste. Die Pfandsumme wurde noch mehrfach erhöht und betrug im Jahr 1355 3000 fl. 1439 wurde das Dorf wiedereinlöslich für 3000 fl. an das Kloster Schönau verpfändet. Ausgenommen blieben dabei der Wildbann, die Zentrechte und das Recht der Waldnutzung.
Im Verlauf der für Kurmainz verhängnisvollen Mainzer Stiftsfehde 1461/62 wurde das Amt Starkenburg an die Kurpfalz wiedereinlöslich verpfändet und blieb anschließend für 160 Jahre pfälzisch: Pfalzgraf Friedrich I. ließ sich für seine Unterstützung von Erzbischof Diether im durch die Kurfürsten am 19. November 1461 geschlossenen „Weinheimer Bund“ das „Amt Starkenburg“ verpfänden, wobei Kurmainz das Recht erhielt, das Pfand für 100.000 Pfund wieder einzulösen.
1533 verkaufte das Kloster Schönau das Dorf Viernheim an den Pfalzgrafen Ludwig V., vorbehaltlich der Wiederlösung durch Kurmainz.
In den Anfängen der Reformation sympathisierten die pfälzischen Herrscher offen mit dem lutherischen Bekenntnis, aber erst unter Ottheinrich, Kurfürst von 1556 bis 1559, erfolgte der offizielle Übergang zur lutherischen Lehre. Danach wechselten seine Nachfolger und gezwungenermaßen auch die Bevölkerung mehrfach zwischen der lutherischen, reformierten und calvinistischen Religion. Als Folge der Reformation hob die Kurpfalz 1564 das Kloster Lorsch auf. Die bestehenden Rechte wie Zehnten, Grundzinsen, Gülten und Gefälle des Klosters Lorsch wurden fortan durch die „Oberschaffnerei Lorsch“ wahrgenommen und verwaltet.
Im Laufe des Dreißigjährigen Krieges (1618–1648) eroberten spanische Truppen der „Katholischen Liga“ die Region und stellten 1623 die Kurmainzer Herrschaft wieder her. Die Bevölkerung musste daraufhin zur katholischen Kirche zurückkehren. Zwar zogen sich die spanischen Truppen nach zehn Jahren vor den anrückenden Schweden zurück, aber nach der Niederlage der Evangelischen in der Schlacht bei Nördlingen 1634 verließen auch die Schweden die Bergstraße, und mit dem Schwedisch-Französischen Krieg begann ab 1635 das blutigste Kapitel des Dreißigjährigen Krieges. Aus der Region berichteten die Chronisten aus jener Zeit: „Pest und Hunger wüten im Land und dezimieren die Bevölkerung, sodass die Dörfer öfters völlig leer stehen“. Mit dem Westfälischen Frieden von 1648 wurde die Einlösung der Pfandschaft endgültig festgeschrieben und mit dem Bergsträßer Rezess von 1650 wurde Viernheim endgültig Kurmainz zugesprochen.
Im Jahr 1782 führte Kurmainz eine Verwaltungsreform im Bereich des „Amtes Starkenburg“ durch, mit der in Lorsch eine Amtsvogtei eingerichtet wurde. Das Amt wurde in Oberamt umbenannt und bestand jetzt aus den Unterämtern oder Amtsvogteien Lorsch, Fürth, Heppenheim und Bensheim. Zur „Amtsvogtei Lorsch“ gehörten neben Viernheim auch Lorsch, Biblis, Bürstadt und Klein-Hausen. Das Oberamt Starkenburg wiederum war dem „Unteren Erzstift“ des „Kurfürstentums Mainz“ unterstellt.

### Vom 19. Jahrhundert bis heute

#### Viernheim wird hessisch
Mit dem Reichsdeputationshauptschluss von 1803 wurde Kurmainz aufgelöst, und das Oberamt Starkenburg und mit ihm Viernheim kam zur Landgrafschaft Hessen-Darmstadt, die es dem „Fürstentum Starkenburg“ zuordnete. Das „Amt Lorsch“ wurde als hessische Amtsvogtei weitergeführt, das Oberamt aber 1805 aufgelöst. In der Landgrafschaft Hessen-Darmstadt wurde mit Ausführungsverordnung vom 9. Dezember 1803 das Gerichtswesen neu organisiert. Für das Fürstentum Starkenburg wurde das „Hofgericht Darmstadt“ als Gericht der zweiten Instanz eingerichtet. Die Rechtsprechung der ersten Instanz wurde durch die Ämter bzw. Standesherren vorgenommen. Damit hatten die „Zent Heppenheim“ und die mit ihnen verbundenen Zentgerichte endgültig ihre Funktion eingebüßt. Am 14. August 1806 wurde die Landgrafschaft Hessen-Darmstadt, gegen Stellung hoher Militärkontingente an Frankreich und den Beitritt zum Rheinbund, von Napoleon zum Großherzogtum erhoben.
Konrad Dahl berichtet 1812 in seiner Historisch-topographisch-statistische Beschreibung des Fürstenthums Lorsch, oder Kirchengeschichte des Oberrheingaues über den Flecken Viernheim:

„Viernheim (Virnheim, Virninheim, Firnheim, Firnunheim) ein großer und weitläufiger Flecken, liegt mit seiner Gemarkung von den übrigen Amtsortschaften ganz abgeschnitten und isolirt, und ist von den Großherzoglich Baadischen Ämtern, Weinheim, Ladenburg und Heidelberg, so wie von dem vormals Wormsischen Amte Lampertheim umgeben.

  Virnheim ist von Lorsch 3 Stunden, von Heppenheim 3 1⁄2 Stunde, von Weinheim anderthalb Stunden, von Ladenburg eben so viel, und von Mannheim 2 Stunden entfernt.

  Es ist dieser Ort ein altes Eigenthum des Klosters Lorsch, gehörte zum Lobdengau und kömmt zuerst im Jahr 898 vor; wo der königliche Lehnträger Reginbodo von dem Kaiser Arnulf ein Dominialguth und Leib eigene zu Virnheim als Geschenk erhielt.
 …

Virnheim ist ein Flecken von sehr großem Umfange, und enthält einen Distrikt von 600 Morgen Feldes in sich; demongeachtet sind in demselben nur 307 Häuser mit 1900 Bewohnern, denn der Ort ist sehr weitläufig gebauet, und mit Gärten und selbst mit Äckern untermischt. Die Gemarkung ist ebenfalls sehr groß, und enthält 10,200 Morgen Äcker und Wiesen, worunter aber eine große Strecke Flugsand ist, die wenig oder gar nicht zu benutzen ist. Der übrige Theil der Gemarkung, onerachtet er allenthalben sandig ist, wird jedoch von den Einwohnern sehr vortheilhaft benutzt. Das nützlichste Produkt ist indessen der Taback, welcher hier sehr gut geräth, in großer Menge gebauet, und dadurch vieles Geld gewonnen wird.“

1821 wurden im Rahmen einer umfassenden Verwaltungsreform die Amtsvogteien in den Provinzen Starkenburg und Oberhessen des Großherzogtums aufgelöst und Landratsbezirke eingeführt, wobei Viernheim zum Landratsbezirk Heppenheim kam. Diese Reform ordnete auch die Verwaltung auf Gemeindeebene neu. So war die Bürgermeisterei in Viernheim eine von 12 Bürgermeistereien im Landratsbezirk. Entsprechend der Gemeindeverordnung vom 30. Juni 1821 gab es einen gewählten Ortsvorstand, der sich aus Bürgermeister, Beigeordneten und Gemeinderat zusammensetzte, staatliche Schultheißen wurden nicht mehr eingesetzt.
Die Statistisch-topographisch-historische Beschreibung des Großherzogthums Hessen berichtet 1829 über Viernheim:

„Virnheim (L. Bez. Heppenheim) Marktflecken; liegt 4 St. von Heppenheim, an der badischen Grenze, hat 373 Häuser und 2483 Einw., die bis auf 14 Luth. und 57 Juden alle katholisch sind; unter denselben sind 136 Bauern 98 Handwerker und 230 Taglöhner. Hier befindet sich ein Grenznebenzollamt II Classe. Das Hauptprodukt ist der Tabak der von ziemlicher Güte ist, und daher sehr gesucht wird. Die sehr große Gemarkung ist sehr sandig, und ein Theil besteht aus Flugsand, der beinahe nicht benutzt werden kann. – Der Ort kommt 898 zuerst vor, und gehörte zum Lobdengau. Das Kloster Lorsch erhielt nach und nach das volle Eigentumsrecht, das endlich mit dem Kloster an Mainz kam. Kuno von Falkenstein, Churverweser zu Mainz, verkaufte diesen Ort 1348 einem Johann von Weinheim für dargeliehene 200 Pfund Heller. Später findet sich der Ort aber wieder abgelößt und bei Mainz: denn 1439 verkaufte Erzbischof Dieterich das Dorf dem Kloster Schönau um 3000 fl. auf Wiederkauf. Dieses Kloster veräußerte aber Virnheim 1533 um 800 fl. dem Churfürsten und Herzog Ludwig von der Pfalz, behielt sich aber die Wiederlösung für das Erzstift Mainz vor. In dem Receß von 1650 kam Virnheim von Churpfalz an Churmainz und 1802 an Hessen.“

1832 wurden die Verwaltungseinheiten weiter vergrößert und es wurden Kreise geschaffen. Nach der am 20. August 1832 bekanntgegebenen Neugliederung sollte es in Süd-Starkenburg künftig nur noch die Kreise Bensheim und Lindenfels geben; der Landratsbezirk von Heppenheim sollte in den Kreis Bensheim fallen. Noch vor dem Inkrafttreten der Verordnung zum 15. Oktober 1832 wurde diese aber dahingehend revidiert, dass statt des Kreises Lindenfels neben dem Kreis Bensheim der Kreis Heppenheim als zweiter Kreis gebildet wurde. Viernheim wurde erst dem Kreis Bensheim, 1840 aber dem Kreis Heppenheim zugeordnet.
Im Neuestes und gründlichstes alphabetisches Lexicon der sämmtlichen Ortschaften der deutschen Bundesstaaten von 1845 finden sich folgender Eintrag:

„Viernheim bei Heppenheim. – Marktflecken mit Pfarrkirche. – 373 H. 2483 Einw. (incl. 14 Lutheranern und 57 Juden). – Großherzogth. Hessen. – Provinz Starkenburg. – Kreis Heppenheim. – Landgericht Lorsch. – Hofgericht Darmstadt. – Der Marktflecken Viernheim (auch Virnheim), an der badischen Grenze gelegen, kommt
schon im J. 898 vor und gehörte dem Kloster Lorsch. – Die Einwohner treiben theils Handwerke, theils Landwirtschaft, und viele nähren sich als Taglöhner. Vorzüglich wird hier Tabak gebaut. Es befindet sich hier eine Revierförsterei und bei dem Orte liegen 2 Ziegeleien. – Viernheim ist im Jahre 1802 von Churmainz an Hessen übergegangen.“

Am 31. Juli 1848 wurden in den Provinzen die Kreise und die Landratsbezirke abgeschafft und durch „Regierungsbezirke“ ersetzt, wobei die bisherigen Kreise Bensheim und Heppenheim zum Regierungsbezirk Heppenheim vereinigt wurden. Bereits vier Jahre später, im Laufe der Reaktionsära, kehrte man aber zur Einteilung in Kreise zurück und Viernheim wurde wieder Teil des Kreises Heppenheim.
Die im Dezember 1852 aufgenommenen Bevölkerungs- und Katasterlisten ergaben für Viernheim: „Meist katholischer Ort mit einer Oberförsterei und zwei Ziegeleien hat 2957 Einwohner. Die Gemarkung besteht aus 19366 Morgen, davon 5638 Morgen Ackerland, 597 Morgen Wiesen und 11602 Morgen Wald.“
In den Statistiken des Großherzogtums Hessen werden, bezogen auf Dezember 1867, für den Marktflecken Viernheim mit eigener Bürgermeisterei, 590 Häuser, 3850 Einwohner, der Kreis Heppenheim, das Landgericht Lorsch, die evangelische Pfarrei Lampertheim mit dem Dekanat in Zwingenberg und die katholische Pfarrei Viernheim des Dekanats Bensheim angegeben. Zur Gemarkung gehörte außerdem die Ziegelei Clespera (1 Haus, 8 Einw.) und das Forsthaus Haide (1 Haus, 2 Einw.).
Bis zum Ende des 19. Jahrhunderts war Viernheim ein Bauerndorf. Missernten und Hungersnöte im Jahr 1852 ließen in diesem Jahr 458 Menschen nach Nordamerika auswandern. Mit der Industrialisierung und der Eröffnung der Oberrheinischen Eisenbahn 1887 wandelte sich der Ort dann zu einer Arbeiterwohngemeinde, da viele Einwohner Arbeit in den Fabriken der Nachbarstädte Mannheim und Weinheim fanden. Viele Arbeiter blieben jedoch weiterhin nebenerwerbliche Bauern. Die Ansiedlung von Industrie in Viernheim selbst begann mit der Eröffnung der Bahnstrecke Weinheim–Worms 1905 und verstärkte sich nach dem Zweiten Weltkrieg weiter, wodurch die Bevölkerung stark anwuchs. Auch durch die gute Verkehrslage an drei Autobahnen entwickelte sich Viernheim so zu einer mittleren Industriestadt.

#### Zeit der Weltkriege
Im Ersten Weltkrieg fielen aus Viernheim insgesamt 345 Männer und 19 blieben vermisst. Viele der Heimkehrer waren schwer verwundet und fast 300 Viernheimer Soldaten waren bei Kriegsende in Gefangenschaft.
In Hessen wurde am 3. Juli 1933 das „Gesetz zur Durchführung von Feldbereinigung zum Zwecke der Arbeitsbeschaffung im Zuge der Riedmelioration“ erlassen. In 13 Gemeinden der Provinz Starkenburg, darunter Viernheim wurde das Flurbereinigungsverfahren auf einer Fläche von 200.000 ha angeordnet. Im Verlauf dieses Meliorations- und Siedlungsprogramms entstanden die beiden Orte Riedrode und Worms-Rosengarten.
Die hessischen Provinzen Starkenburg, Rheinhessen und Oberhessen wurden 1937 nach der 1936 erfolgten Auflösung der Provinzial- und Kreistage aufgehoben. Zum 1. November 1938 trat dann eine umfassende Gebietsreform auf Kreisebene in Kraft. Der Kreis Bensheim wurde aufgelöst und zum größten Teil dem Kreis Heppenheim zugeschlagen, der auch die Rechtsnachfolge des Kreises Bensheim übernahm und den neuen Namen Landkreis Bergstraße erhielt.
Im November 1938 brachte die sogenannte Reichskristallnacht den jüdischen Mitbürgern Not und Elend. Die Viernheimer Synagoge wurde niedergebrannt und die Wohnungen und Geschäfte jüdischer Familien verwüstet. Bereits nach 1933 waren ein Teil der zu diesem Zeitpunkt aus 69 Personen bestehenden jüdischen Gemeinde infolge der zunehmenden Repressalien weggezogen, davon waren 20 Personen ausgewandert. Die nach Mannheim gezogenen jüdischen Mitbürger wurden im Oktober 1940 nach Gurs deportiert. Die meist älteren in Viernheim verbliebenen Personen wurden im März und September 1942 in Vernichtungslager nach Polen und das KZ Theresienstadt deportiert. Von den in Viernheim geborenen oder längere Zeit hier lebenden Personen kamen 39 durch die NS-Gewaltherrschaft ums Leben.
In der Endphase des Zweiten Weltkriegs überquerten amerikanische Truppen in den ersten Stunden des 26. März 1945 bei Hamm, südlich von Worms und bei Sandhofen den Rhein. Die bei Sandhofen übergesetzten Kräfte erreichten am Mittag des 27. März mit einem Spähtrupp den Viernheimer Friedhof. Ein Dolmetscher gab der Bevölkerung zu verstehen, dass an jedem Haus eine weiße Fahne anzubringen sei, um zu signalisieren, dass sich kein deutscher Soldat mehr darin aufhielt. Gegen 12:30 Uhr wurde auch an der Kirchturmspitze eine weiße Fahne gehisst und gegen Abend rollte die amerikanische Panzerspitze in Viernheim ein. Viernheim hatte etwa 430 gefallene oder vermisste Soldaten in diesem Krieg zu beklagen. Etwa 500 Soldaten waren am Ende des Krieges in Gefangenschaft und bis Ende 1948 verzeichnet das Fürsorgeamt 270 Kriegsbeschädigte.

#### Nachkriegszeit und Gegenwart
Wie die Einwohnerzahlen von 1939 bis 1950 zeigen, nahm auch Viernheim nach dem Krieg viele Flüchtlinge und Vertriebene aus den ehemaligen deutschen Ostgebieten auf.
1948 wurden der Gemeinde durch das neu gegründete Land Hessen die Stadtrechte verliehen.
Im Jahr 1961 wurde die Gemarkungsgröße mit 4841 ha angegeben, davon waren 2313 ha Wald. Viernheim war Veranstaltungsort des Hessentags 1968.
1994 wurde Viernheim zur Brundtlandstadt ernannt, im Rahmen der Teilnahme an einem Modellprojekt zur Energieeinsparung.
Am 23. Juni 2016 ereignete sich um 14:45 Uhr eine Schlagzeilen machende Geiselnahme im Foyer des Kinopolis-Kinos in Viernheim. Der Täter kam bei der Erstürmung durch ein Spezialeinsatzkommando (SEK) ums Leben, niemand sonst wurde verletzt.

#### Gerichte ab 1821
Mit Bildung der Landgerichte im Großherzogtum Hessen war ab 1821 das Landgericht Lorsch das in erster Instanz zuständige Gericht. Nach Umsetzung des Gerichtsverfassungsgesetzes im Großherzogtum mit Wirkung vom 1. Oktober 1879 wurden die bisherigen Landgerichte durch Amtsgerichte an gleicher Stelle ersetzt, während die neu geschaffenen Landgerichte nun als Obergerichte fungierten. In Viernheim war nun das Amtsgericht Lorsch zuständig, das im Bezirk des Landgerichts Darmstadt lag. Am 1. Oktober 1934 wurde das Amtsgericht Lorsch aufgelöst und Viernheim dem Amtsgericht Bensheim zugeteilt.

### Verwaltungsgeschichte im Überblick
Die folgende Liste zeigt die Staaten und Verwaltungseinheiten, denen Viernheim angehört(e):
- vor 1782: Heiliges Römisches Reich, Kurfürstentum Mainz, Amt Starkenburg (1461–1650 an Kurpfalz verpfändet), Zent Heppenheim
- ab 1782: Heiliges Römisches Reich, Kurfürstentum Mainz, Oberamt Starkenburg, Amtsvogtei Lorsch
- ab 1803: Heiliges Römisches Reich, Landgrafschaft Hessen-Darmstadt,[Anm. 2] Fürstentum Starkenburg, Amtsvogtei Lorsch
- ab 1806: Großherzogtum Hessen,[Anm. 3] Fürstentum Starkenburg, Amt Lorsch[28]
- ab 1815: Großherzogtum Hessen, Provinz Starkenburg, Amt Lorsch
- ab 1821: Großherzogtum Hessen, Provinz Starkenburg, Landratsbezirk Heppenheim[Anm. 4]
- ab 1832: Großherzogtum Hessen, Provinz Starkenburg, Kreis Bensheim
- ab 1840: Großherzogtum Hessen, Provinz Starkenburg, Kreis Heppenheim
- ab 1848: Großherzogtum Hessen, Regierungsbezirk Heppenheim
- ab 1852: Großherzogtum Hessen, Provinz Starkenburg, Kreis Heppenheim
- ab 1871: Deutsches Reich,[Anm. 5] Großherzogtum Hessen, Provinz Starkenburg, Kreis Heppenheim
- ab 1918: Deutsches Reich, Volksstaat Hessen,[Anm. 6] Provinz Starkenburg, Kreis Heppenheim
- ab 1938: Deutsches Reich, Volksstaat Hessen, Landkreis Bergstraße[29][Anm. 7]
- ab 1945: Deutsches Reich, Amerikanische Besatzungszone,[Anm. 8] Groß-Hessen, Regierungsbezirk Darmstadt, Landkreis Bergstraße
- ab 1946: Deutsches Reich, Amerikanische Besatzungszone, Hessen, Regierungsbezirk Darmstadt, Landkreis Bergstraße
- ab 1949: Bundesrepublik Deutschland, Hessen, Regierungsbezirk Darmstadt, Landkreis Bergstraße

## Bevölkerung

### Einwohnerstruktur 2011
Nach den Erhebungen des Zensus 2011 lebten am Stichtag, dem 9. Mai 2011, in Viernheim 32.615 Einwohner. Darunter waren 4721 (14,5 %) Ausländer, von denen 1534 aus dem EU-Ausland, 2324 aus anderen europäischen Ländern und 863 aus anderen Staaten kamen. Von den deutschen Einwohnern hatten 14,2 % einen Migrationshintergrund. Die Einwohner lebten in 14.793 Haushalten. Davon waren 5172 Singlehaushalte, 4260 Paare ohne Kinder und 3866 Paare mit Kindern, sowie 1155 Alleinerziehende und 340 Wohngemeinschaften.

### Einwohnerentwicklung
| • 1806: | 1894 Einwohner, 301 Häuser |
| • 1812: | 1900 Einwohner, 307 Häuser |
| • 1829: | 2483 Einwohner, 373 Häuser |
| • 1867: | 3850 Einwohner, 390 Häuser |

| Jahr | Einwohner |
| ---- | --------- |
| 1609 | 800       |
| 1655 | <200      |
| 1666 | 206       |
| 1703 | 500       |
| 1806 | 1.894     |
| 1818 | 1.818     |
| 1832 | 2.800     |
| 1845 | 3.135     |

| Jahr | Einwohner |
| ---- | --------- |
| 1850 | 3.743     |
| 1860 | 3.350     |
| 1870 | 4.139     |
| 1880 | 5.254     |
| 1890 | 5.798     |
| 1900 | 6.816     |
| 1910 | 9.240     |
| 1920 | 10.250    |

| Jahr | Einwohner |
| ---- | --------- |
| 1930 | 11.750    |
| 1940 | 12.778    |
| 1950 | 16.558    |
| 1960 | 20.068    |
| 1970 | 27.753    |
| 1980 | 29.590    |
| 1990 | 30.527    |
| 1995 | 31.616    |

| Jahr | Einwohner |
| ---- | --------- |
| 2000 | 32.427    |
| 2005 | 32.833    |
| 2010 | 32.601    |
| 2015 | 34.146    |
| 2020 | 34.281    |

Quellen: Historisches Ortslexikon; Hessisches Statistisches Informationssystem

### Erwerbstätigkeit
Die Gemeinde im Vergleich mit Landkreis, Regierungsbezirk Darmstadt und Hessen:
|                                                   | Jahr | Gemeinde | Landkreis | Regierungsbezirk | Hessen    |
| ------------------------------------------------- | ---- | -------- | --------- | ---------------- | --------- |
| Sozialversicherungspflichtig Beschäftigte         | 2017 | 9.637    | 72.939    | 1.695.567        | 2.524.156 |
| Veränderung zu                                    | 2000 | +13,0 %  | +17,1 %   | +16,1 %          | +16,0 %   |
| davon Vollzeit                                    | 2017 | 66,6 %   | 70,8 %    | 72,8 %           | 71,8 %    |
| davon Teilzeit                                    | 2017 | 33,4 %   | 29,2 %    | 27,2 %           | 28,2 %    |
| Ausschließlich geringfügig entlohnte Beschäftigte | 2017 | 2.379    | 15.613    | 224.267          | 372.991   |
| Veränderung zu                                    | 2000 | −24,9 %  | −4,3 %    | +9,0 %           | +8,8 %    |

| Branche                         | Jahr | Gemeinde | Landkreis | Regierungsbezirk | Hessen |
| ------------------------------- | ---- | -------- | --------- | ---------------- | ------ |
| Produzierendes Gewerbe          | 2000 | 29,7 %   | 39,6 %    | 27,0 %           | 30,6 % |
|                                 | 2017 | 24,6 %   | 32,1 %    | 20,4 %           | 24,3 % |
| Handel, Gastgewerbe und Verkehr | 2000 | 44,0 %   | 25,1 %    | 26,4 %           | 25,1 % |
|                                 | 2017 | 38,4 %   | 25,8 %    | 24,7 %           | 23,8 % |
| Unternehmensdienstleistungen    | 2000 | 10,2 %   | 11,6 %    | 25,1 %           | 20,2 % |
|                                 | 2017 | 15,8 %   | 15,5 %    | 31,6 %           | 26,1 % |
| Sonstige Dienstleistungen       | 2000 | 15,4 %   | 22,0 %    | 20,1 %           | 22,5 % |
|                                 | 2017 | 21,0 %   | 25,3 %    | 23,0 %           | 25,4 % |
| Sonstiges (bzw. ohne Zuordnung) | 2000 | 00,8 %   | 01,7 %    | 01,4 %           | 01,5 % |
|                                 | 2017 | 00,1 %   | 01,1 %    | 00,3 %           | 00,4 % |

### Besonderheit Einwohnerzahlen 2022
Nach den offiziellen Einwohnerzahlen vom 31. Dezember 2022 hat Viernheim genau wie Zweibrücken 34.534 Einwohner. Damit bilden die beiden Gemeinden das größte Paar deutscher Gemeinden mit derselben Einwohnerzahl (von insgesamt 10.352 Paaren). Die 345 größeren Gemeinden Deutschlands (siehe auch Liste der Groß- und Mittelstädte in Deutschland) müssen sich ihre Einwohnerzahl also mit keiner anderen Gemeinde teilen. Viernheim und Zweibrücken stehen damit gemeinsam auf Platz 346, einen Platz 347 gibt es nicht.
Schon ein Jahr zuvor (Einwohnerdaten vom 31. Dezember 2021) lag Viernheim mit 34.189 Einwohnern auf Platz 346, Zweibrücken jedoch mit 34.091 auf Platz 348. Dazwischen, auf Platz 347, lag Wedel mit 34.151 Einwohnern, welches heute auf Platz 345 mit 34.538 Einwohnern liegt.

## Religion

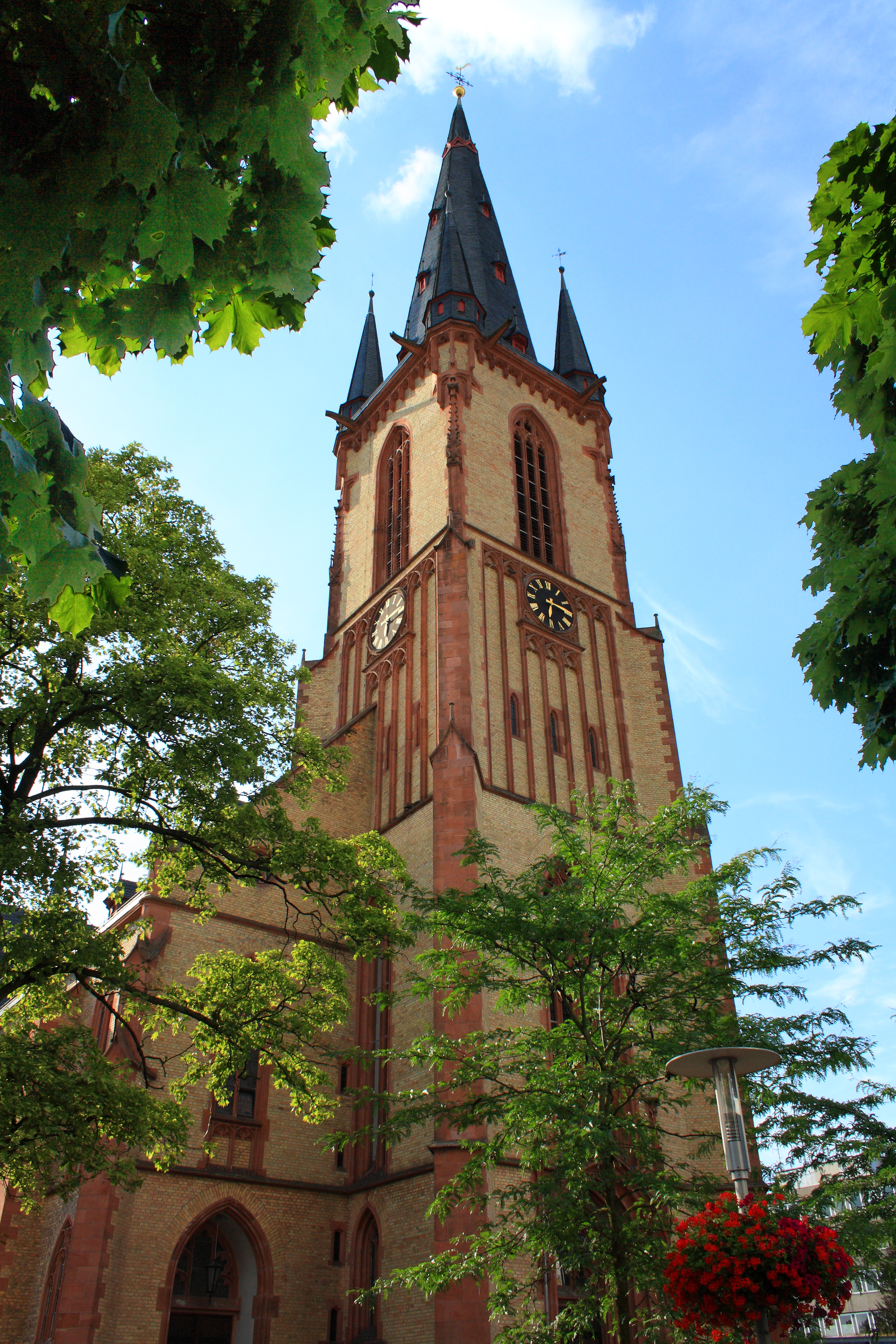
Apostelkirche

Viernheim gehörte lange zum Erzbistum Mainz. Durch wechselnde Herrschaften im 15. und 16. Jahrhundert mussten die Bürger aufgrund des Augsburger Religionsfriedens siebenmal die Religion wechseln. Mit der Rückkehr zu Kurmainz blieb die Konfession dann allerdings die römisch-katholische. Anfang des 20. Jahrhunderts bekamen die zugezogenen evangelischen Bürger erstmals ihre eigene Kirche in Viernheim.
Heute gibt es in Viernheim die katholische Kirchengemeinde Pfarrei Hl. Johannes XXIII., die zur Region Südhessen des Bistums Mainz gehört, sowie die beiden evangelischen Gemeinden der Auferstehungskirche und der Christuskirche, die zum Dekanat Bergstraße der Evangelischen Kirche in Hessen und Nassau gehören.
Neben den beiden großen Konfessionen gibt es in Viernheim noch eine freie evangelische Gemeinde sowie Gemeinden der Evangeliumschristen-Baptisten, der Neuapostolischen Kirche und der Zeugen Jehovas.
Eine jüdische Gemeinde gibt es in Viernheim seit der Zeit des Nationalsozialismus nicht mehr. Die am 31. August 1827 eingeweihte Synagoge in der Hügelstraße wurde am 10. November 1938 im Rahmen der Novemberpogrome von der SA, unter Beteiligung eines Teils der Einwohner, zerstört.
In Viernheim gibt es zwei Moscheen: die Eyüp-Sultan-Moschee, die zum Dachverband DİTİB gehört, und die Sultan-Ahmet-Moschee, die vom Dachverband IGMG geführt wird.
Konfessionsstatistik
| • 1829: | 0014 lutherische (= 0,56 %), 57 jüdische (= 2,30 %) und 2412 katholische (= 97,14 %) Einwohner                                                          |
| • 1961: | 3746 evangelische (= 18,79 %), 15.633 katholische (= 78,42 %) Einwohner                                                                                 |
| • 1987: | 7268 evangelische (= 24,8 %), 17.555 katholische (= 59,8 %), 4530 sonstige (= 15,4 %) Einwohner                                                         |
| • 2011: | 7440 evangelische (= 22,9 %), 14.330 katholische (= 44,1 %), 420 orthodoxe (= 1,3 %), 1510 andersgläubige (= 4,7 %), 8480 sonstige (= 26,1 %) Einwohner |

Im Jahre 2014 waren 41,85 % der Viernheimer Einwohner sonstiger Konfession bzw. konfessionslos. Gegenüber dem Vergleichswert 10 Jahre zuvor stieg dieser Anteil von damals 32,80 % um 9,05 % an. Damit überholten sie erstmals die Katholiken, deren Anteil in diesem Zeitraum um 6,63 % auf 39,05 % sank. Dies kann daran liegen, dass die Zahl der Kirchenaustritte bzw. der Personen, die keiner Konfession angehören, zugenommen hat, aber auch daran, dass mehr ausländische Mitbürger, die einer anderen Konfession angehören, in Viernheim leben als früher.

## Politik

### Stadtverordnetenversammlung
Die Stadtverordnetenversammlung ist das oberste Organ der Stadt. Ihre politische Zusammensetzung wird alle fünf Jahre in der Kommunalwahl durch die Wahlbevölkerung der Stadt bestimmt. Wählen darf, wer das 18. Lebensjahr vollendet hat und deutscher Staatsbürger im Sinne des Grundgesetzes oder Staatsangehöriger eines der übrigen Mitgliedstaaten der Europäischen Union ist. Für alle gilt, dass sie seit mindestens drei Monaten in der Stadt gemeldet sein müssen.
Bei der Kommunalwahl am 14. März 2021 waren 45 Stadtverordnete für die Legislaturperiode vom 1. April 2021 bis 31. März 2026 zu wählen. Die Wahlbeteiligung lag bei 45,1 %, im Jahr 2016 bei 41,2 %. Die Wahl führte zu folgendem Ergebnis, in Vergleich gesetzt zu früheren Kommunalwahlen:
| Wahlvorschläge | Wahlvorschläge  | CDU    | SPD    | UBV u  | WGV w | Grüne  | FDP   | Linke | Sitzverteilung                                                                  |                |
| -------------- | --------------- | ------ | ------ | ------ | ----- | ------ | ----- | ----- | ------------------------------------------------------------------------------- | -------------- |
| 2021           | Stimmenanteil a | 34,0 % | 27,5 % | 13,6 % | 2,0 % | 17,4 % | 4,0 % | –     | Insgesamt 45 Sitze - SPD: 12 - Grüne: 8 - FDP: 3 - CDU: 15 - UBV: 6 - WGV: 1    |                |
| 2021           | Sitze (von 45)  | 15     | 12     | 6      | 1     | 8      | 3     | –     | Insgesamt 45 Sitze - SPD: 12 - Grüne: 8 - FDP: 3 - CDU: 15 - UBV: 6 - WGV: 1    |                |
| 2016           | Stimmenanteil a | 33,3 % | 27,9 % | 22,6 % | –     | 8,2 %  | 4,0 % | 4,0 % | Insgesamt 45 Sitze - Linke: 2 - SPD: 12 - Grüne: 4 - FDP: 2 - CDU: 15 - UBV: 10 |                |
| 2016           | Sitze (von 45)  | 15     | 12     | 10     | –     | 4      | 2     | 2     | Insgesamt 45 Sitze - Linke: 2 - SPD: 12 - Grüne: 4 - FDP: 2 - CDU: 15 - UBV: 10 |                |
| 2011           | Stimmenanteil a | 38,4 % | 44,3 % | —      | –     | 12,9 % | 0,7 % | 3,7 % | Insgesamt 45 Sitze - Linke: 2 - SPD: 20 - Grüne: 6 - CDU: 17                    |                |
| 2011           | Sitze (von 45)  | 17     | 20     | —      | –     | 6      | 0     | 2     | Insgesamt 45 Sitze - Linke: 2 - SPD: 20 - Grüne: 6 - CDU: 17                    |                |
| 2006           | Stimmenanteil a | 48,5 % | 43,9 % | —      | –     | 5,4 %  | —     | 2,1 % | Insgesamt 45 Sitze - Linke: 1 - SPD: 20 - Grüne: 2 - CDU: 22                    |                |
| 2006           | Sitze (von 45)  | 22     | 20     | —      | –     | 2      | —     | 1     | Insgesamt 45 Sitze - Linke: 1 - SPD: 20 - Grüne: 2 - CDU: 22                    |                |
| 2001 i         | Stimmenanteil a | 50,0 % | 42,5 % | —      | –     | 5,6 %  | —     | 1,9 % | Insgesamt 45 Sitze - Linke: 1 - SPD: 19 - Grüne: 2 - CDU: 23                    |                |
| 2001 i         | Sitze (von 45)  | 23     | 19     | —      | –     | 2      | —     | 1     | Insgesamt 45 Sitze - Linke: 1 - SPD: 19 - Grüne: 2 - CDU: 23                    |                |
| 1997 f         | Stimmenanteil a | 38,4 % | 46,1 % | —      | –     | 9,5 %  | 2,6 % | —     | Insgesamt 45 Sitze - SPD: 22 - Grüne: 5 - CDU: 18                               |                |
| 1997 f         | Sitze (von 45)  | 18     | 22     | —      | –     | 5      | 0     | —     | Insgesamt 45 Sitze - SPD: 22 - Grüne: 5 - CDU: 18                               |                |
|                |                 |        | CDU    | SPD    | UBV   | WGV    | Grüne | FDP   | Linke l                                                                         | Sitzverteilung |

### Bürgermeister und Magistrat

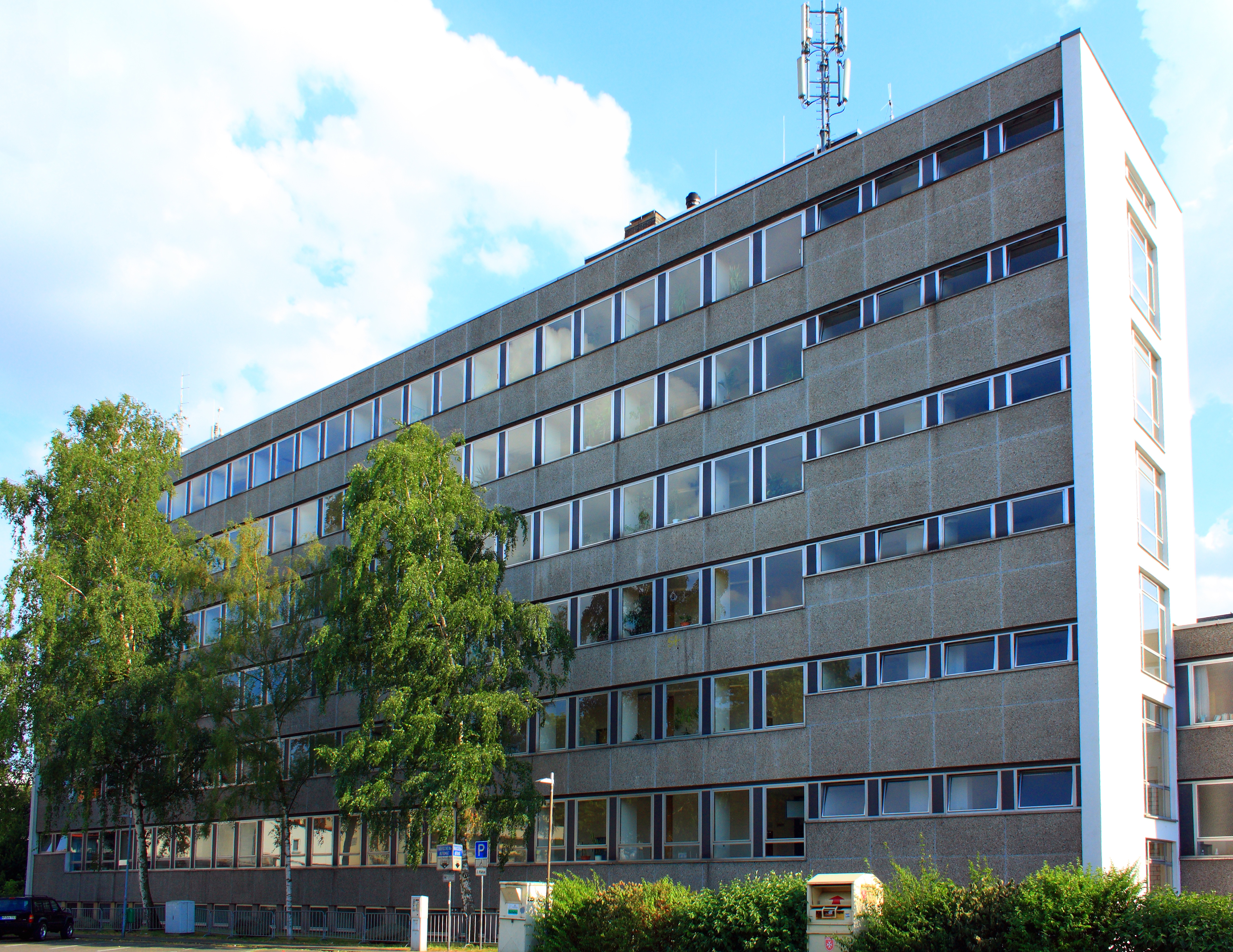
Rathaus

Nach der hessischen Kommunalverfassung wird der Bürgermeister für eine sechsjährige Amtszeit gewählt, seit dem Jahr 1993 in einer Direktwahl, und ist Vorsitzender des Magistrats, dem in der Stadt Viernheim neben dem Bürgermeister hauptamtlich ein Erster Stadtrat und ehrenamtlich elf weitere Stadträte angehören. Bürgermeister ist seit dem 16. September 1997 Matthias Baaß (SPD). Der Amtsvorgänger Norbert Hofmann (SPD) wechselte in seiner zweiten Amtszeit am 16. September 1997 als Landrat zum Landkreis Bergstraße und die Wahl eines neuen Bürgermeisters musste vorgezogen werden. Matthias Baaß erhielt am 20. Juli 1997 in einer Stichwahl bei 51,6 Prozent Wahlbeteiligung 52,6 Prozent der Stimmen. Es folgten vier Wiederwahlen, zuletzt im März 2021, mit sieben Stimmen Vorsprung vor seinen Mitbewerbern knapp an der Stichwahl vorbei.
Amtszeiten der Bürgermeister
- 1997–2027 Matthias Baaß (SPD)[48]
- 1987–1997 Norbert Hofmann (SPD)
- 1981–1987 Josef Baumgärtner (CDU)
- 1975–1981 Erwin Bugert (SPD)
- 1960–1975 Hans Mandel (SPD)
- 1946–1960 Lorenz Neff (SPD)
- 1945–1946 Nikolaus Schlosser
- 1945 Martin Alter
- 1933–1945 Hanns Bechtel (NSDAP)
- 1913–1933 Jean Lamberth (Zentrum)
- 1904–1913 Gg. Friedrich Kühlwein
- 1895–1904 Georg Pfützer II.
- 1875–1895 Johann Bläß I.
- 1873–1875 Johann Winkler V.
- 1862–1873 Michael Keller
- 1853–1862 Johann Kempf
- 1848–1853 Peter Minnig
- 1842–1847 Georg Kühner
- 1825–1842 Johann Beikert
- 1822–1824 Joh. Jakob Georgi

Magistrat
Der Magistrat ist als Kollegialorgan die Verwaltungsbehörde der Stadt. Er besteht aus dem Bürgermeister als Vorsitzenden, dem Ersten Stadtrat und weiteren Stadträten. In der Praxis besteht die weit überwiegende Mehrheit des Magistrats aus ehrenamtlichen Mitgliedern. Die Zahl der hauptamtlichen Stadträte darf die der ehrenamtlichen jedenfalls nicht übersteigen.
Der Magistrat besorgt die laufende Verwaltung und wird von den Bediensteten der Stadt unterstützt. Diese stellt er ein, befördert und entlässt sie. Er trifft die Entscheidungen zu laufenden Verwaltungsangelegenheiten, bereitet gemeinsam mit der Verwaltung die Beschlüsse der Stadtverordnetenversammlung vor und führt diese aus. Er wirkt mit bei der Ausführung der Gesetze und Verordnungen innerhalb der Stadt, bei der Verwaltung des Vermögens, bei der Erstellung des Haushaltsplanes sowie bei der Überwachung des Kassen- und Rechnungswesens. Auch die Wahrung der Bürgerinteressen ist seine Aufgabe. Er tagt unter Vorsitz des Bürgermeisters in nicht-öffentlichen Sitzungen. An den Sitzungen der Stadtverordnetenversammlung nimmt der Magistrat ohne Stimmrecht teil.
Die ehrenamtlichen Stadträte werden von der Stadtverordnetenversammlung in oder bald nach der konstituierenden Sitzung für die fünfjährige Wahlperiode bis zur nächsten Kommunalwahl in den Magistrat gewählt. Für die Dauer ihrer Wahlzeit werden sie zu Ehrenbeamten ernannt und können zwar zurücktreten, aber im Gegensatz zu hauptamtlichen Magistratsmitgliedern nicht abgewählt werden. Die Stärke der in der Stadtverordnetenversammlung vertretenen Fraktionen spiegelt sich grundsätzlich in der Zusammensetzung des ehrenamtlichen Magistrats wider.
Hauptamtliche Stadträte werden von der Stadtverordnetenversammlung auf die Dauer von sechs Jahren als Wahlbeamte gewählt. In der Stadt Viernheim gibt es zwei hauptamtliche Magistratsmitglieder: Bürgermeister Matthias Baaß (SPD) und Erster Stadtrat Jörg Scheidel (CDU), seit dem 1. Januar 2022 im Amt. Nach dem Geschäftsverteilungsplan des Bürgermeisters sind beide als Dezernenten jeweils für einen Teil der Ämter und Fachbereiche der Stadtverwaltung zuständig. Die mehrmonatige Vakanz im hauptamtlichen Magistrat nach dem plötzlichen Tod von Bastian Kempf am 11. Juni 2021 war mit dem Amtsantritt seines Nachfolgers beendet.

#### Schultheiß
Der erste urkundlich belegte Schultheiß war im Jahr 1482 Nicolaus Welbel. 1568 wurde ein Sebastian Kürle († 1596) genannt. Darauf folgten 1597 Anstatt Brecht († 1610), 1609 Hans Philipp Carl, 1623 Nicolaus Hartmann und noch 1623 Philipp Günther. 1637 wurde Anstatt Karg, ab 1640 Hans Georg Klenk als Schultheiß erwähnt, danach 1655 noch Hans Steden als früherer Schultheiß bezeichnet. 1649 wurde erstmals Lorenz Reißenbach (* 1605; † 1664) als Oberschultheiß erwähnt, direkt gefolgt von seinem Sohn Johann Lorenz Reißenbach (* 1642; † 1716). Er war wohl der Schultheiß mit der längsten Amtszeit (52 Jahre) in Viernheim. 1716–1727 folgte dessen Schwiegersohn Johann Leonhard Winkler in diesem Amt nach.
Die weiteren Schultheißen waren
- 1727–1752 Johann Valentin Kirchner (Unterschultheiß)
- 1752–1765 Johann Adam Platz (Unterschultheiß)
- 1765–1795 Johann Georg Winkler
- 1795–1816 Nikolaus Schorn
- 1816–1821 Edmund Blaeß

Mit der Einführung der hessischen Landgemeindeordnung endete am 17. Januar 1821 die Ära der herrschaftlichen Schultheißen als Spitze der örtlichen Kommunalverwaltung. Auf den letzten Schultheiß Edmund Blaeß folgte Joh. Jakob Georgi als erster Bürgermeister.

### Wappen und Banner
| Wappen von Viernheim | Blasonierung: „Geteilt und unten gespalten; oben in Blau ein wachsender, golden gekrönter, golden bewehrter, fünfmal von Silber und Rot geteilter Löwe; unten vorne in Rot ein sechsspeichiges silbernes Rad, hinten in Gold die schwarze gotische Zahl Vier.“ |

Bannerflagge

| Wappen von Viernheim | Wappenbegründung: Das Wappen wurde der Stadt 1926 verliehen. Gestaltet wurde es durch den Darmstädter Heraldiker Georg Massoth. Der hessische Löwe drückt die Zugehörigkeit zum Land Hessen aus, während das Mainzer Rad die frühere Ortsherrschaft von Kurmainz symbolisiert. Die gotische Vier steht redend für den Ortsnamen. Sie ist wohl das alte Viernheimer Ortszeichen und taucht schon in Ortssiegeln des 16. Jahrhunderts auf, obwohl sich der Ortsname nicht von der Zahl „Vier“, sondern möglicherweise vom althochdeutschen firni, „alt, aus der Vorzeit“, oder dem keltischen vernos, „Erle“, herleitet. Nichtamtliche Flaggenbeschreibung: „Auf der blau-weiß-roten Flaggenbahn aufgelegt das Stadtwappen.“ Das Recht zur Führung einer Flagge wurde der Stadt am 30. November 1949 durch den Hessischen Innenminister verliehen. |

### Städtepartnerschaften
Viernheim unterhält mit folgenden Städten und Gemeinden eine Städtepartnerschaft:
- Franconville, Val-d’Oise, Frankreich (seit 1966)
- Potters Bar, Hertfordshire, Vereinigtes Königreich (seit 1972)
- Rovigo, Venetien, Italien (seit 1991)
- Haldensleben, Sachsen-Anhalt (seit 1992)
- Satonévri, Burkina Faso (seit 1994)
- Mława, Masowien, Polen (seit 2019)[60]
- Für Altrohlau / Stará Role (Ortsteil von Karlsbad) in Böhmen (Tschechien) hat Viernheim 1968 die Patenschaft für die in der Bundesrepublik lebenden ehemaligen Bürger des Ortes übernommen.

## Kultur und Sehenswürdigkeiten

### Museen und Galerien
- Museum Viernheim
- Kunstverein Viernheim
- Kunsthaus Viernheim
- Humboldt-Galerie
- Europäisches Fotozentrum für junge Fotografie

Darüber hinaus gibt es noch den Vogelpark Viernheim.

### Gewässer
- Schwarzer Graben
- Landgraben
- Weschnitz (Anteil etwa 600 m Länge an der Landesgrenze zu Baden-Württemberg).
- Waldsee (im Volksmund „Anglersee“), künstlich angelegter größerer Teich im Naherholungsgebiet.
- Oberlücke (ein aus einer Sandgrube entstandener Weiher/Naturschutzgebiet)

### Bauwerke
- Evangelische Kirchen

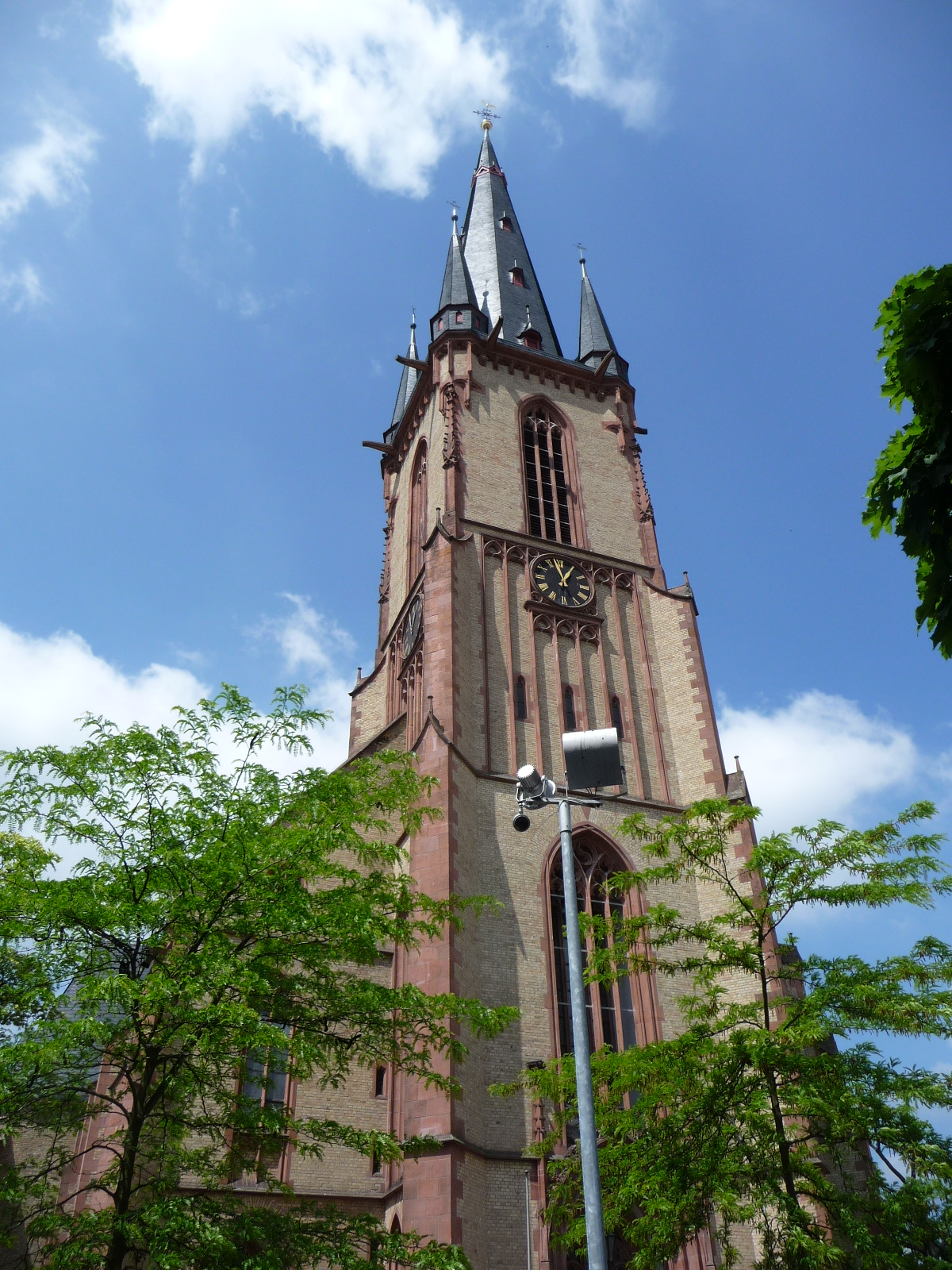
Apostelkirche, geweiht 1900
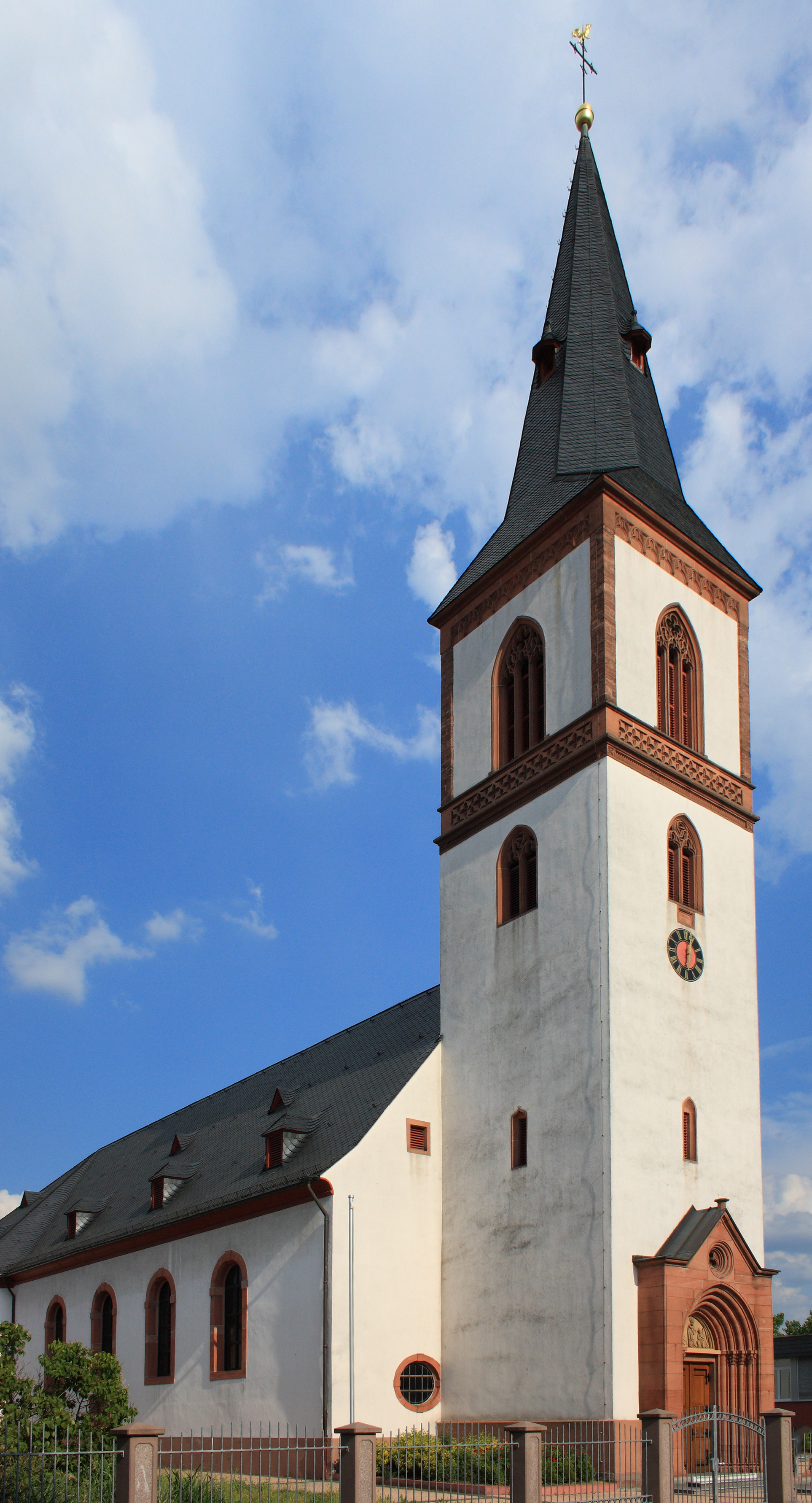
Marienkirche, geweiht 1660
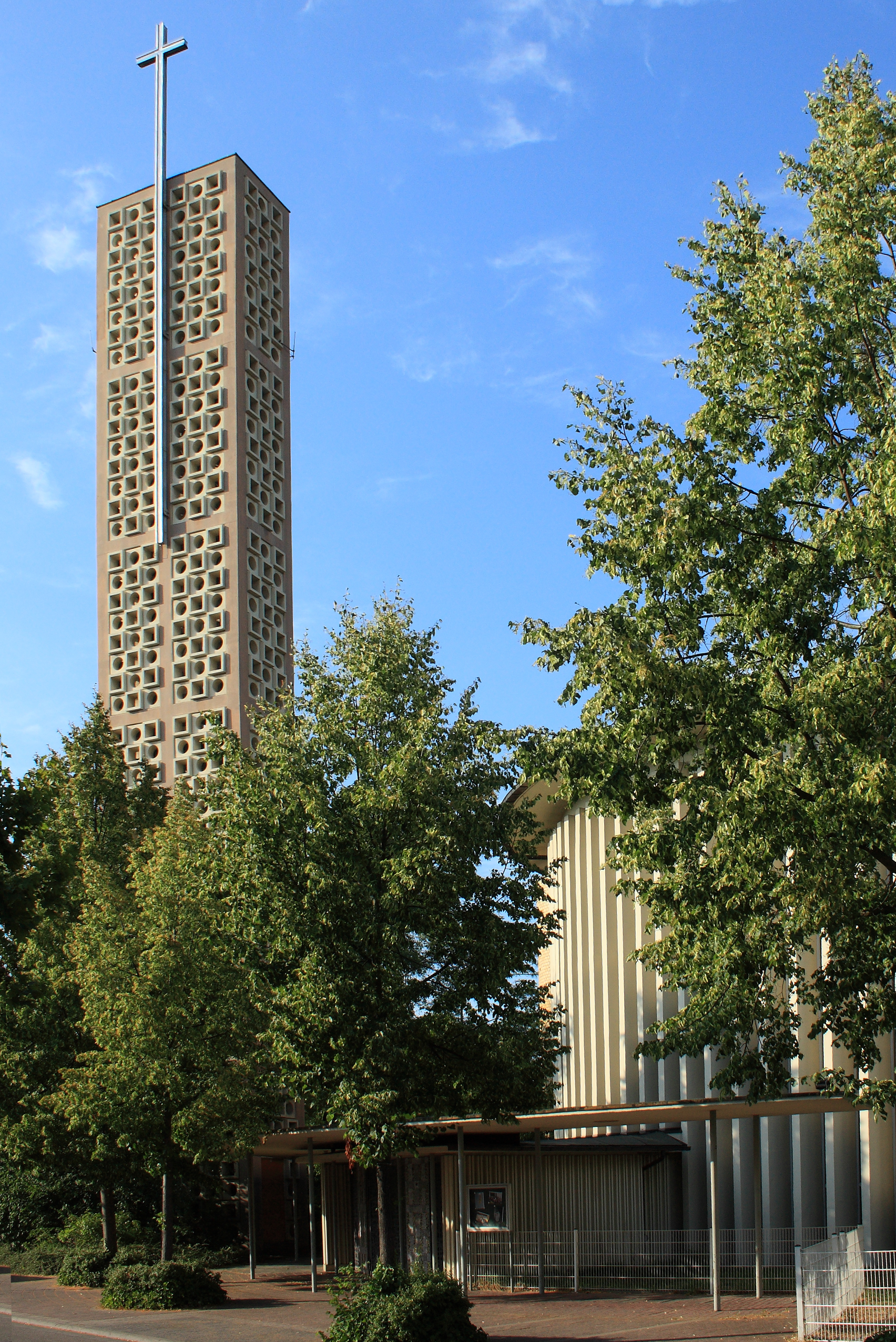
St. Michael, geweiht 1957

- - Auferstehungskirche, Berliner Ring
  - Christuskirche, Saarlandstraße
  - Evangelische Friedenskirche

- Katholische Kirchen
  - Marienkirche, Mannheimer Str. 18[61]
  - Apostelkirche, Kettelerstr. 2[62]
  - Michaelskirche
  - Hildegardkirche

- Neuapostolische Kirche, Maria-Mandel-Straße
- Moscheen
  - Eyüp Sultan Moschee, Fritz-Haber-Straße 3
  - Sultan-Ahmet-Moschee, Friedrich-Ebert-Straße 18

- Denkmäler

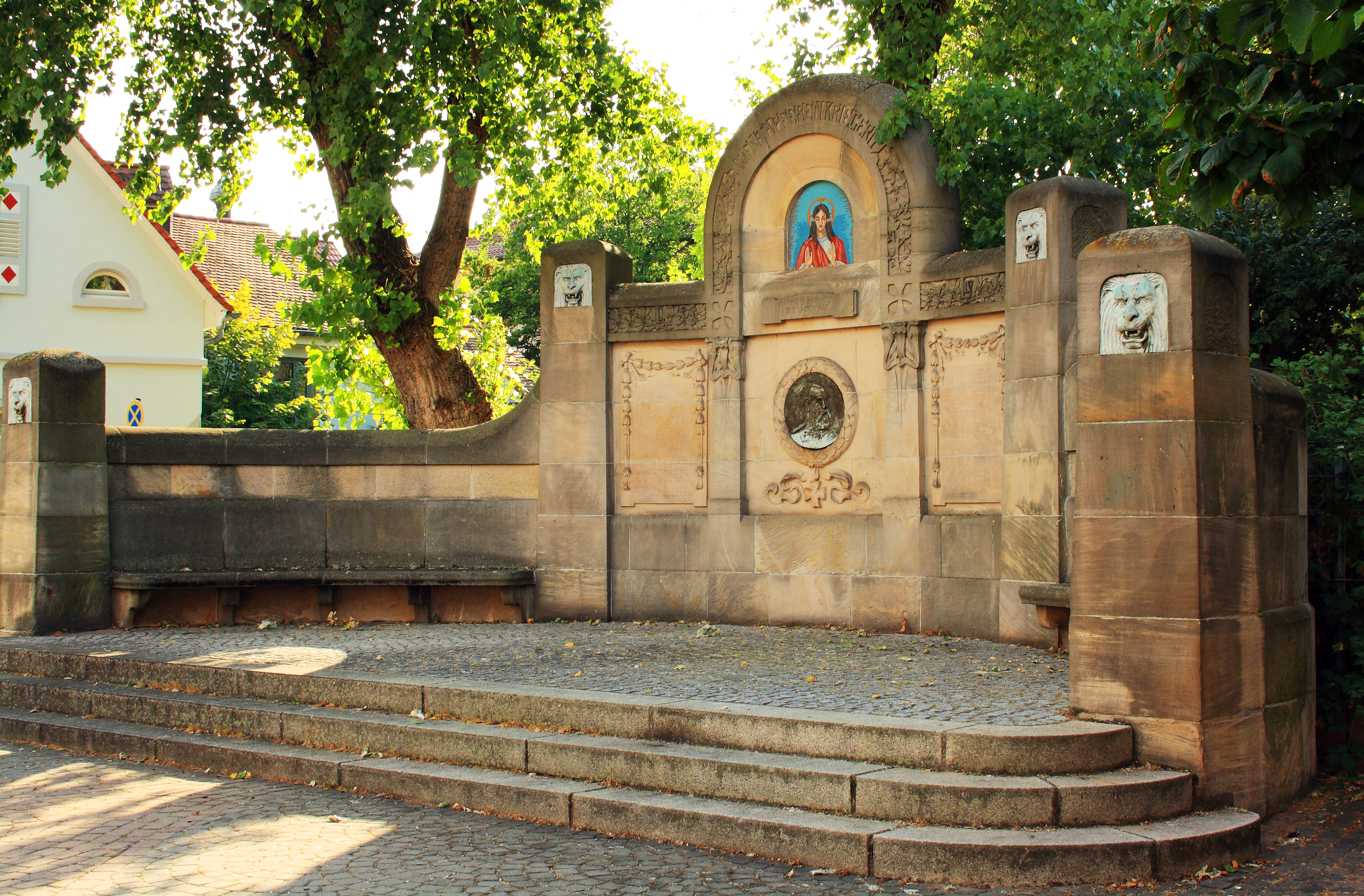
Kriegerdenkmal 1870/71 in der Weinheimer Straße

  - Kriegerdenkmal für die Soldaten des Preußisch-Österreichischen Krieges 1866 und Deutsch-Französischen Krieges 1870/71; Ecke Weinheimer/Wasserstraße, eingeweiht 1905
  - Kriegerdenkmal für die Soldaten des Ersten Weltkrieges (1914–1918), später auch des Zweiten Weltkrieges, von Wilhelm Götze, Bildhauer Darmstadt, Friedhof Lorscher Straße, eingeweiht am 14. Dezember 1924
  - Georg-Büchner-Denkmal (17. Oktober 1813 bis 19. Februar 1837) Dichter und Schriftsteller, Georg-Büchner-Straße.
  - Gesamtanlage „Bereich Anker“, historischer Ortsteil, Weinheimer und Heddesheimer Straße (nach § 2 Abs. 3 HDSchG)

### Vereine
- Sänger-Einheit 1872 e. V. Viernheim
- 1. Kampfkunst- und Sportverein Vovinam Viet-vo-Dao e. V.
- SG Viernheim
- Tanzsportclub Rot-Weiss Viernheim e. V.[63]
- TSV Amicitia Viernheim
- Turnverein von 1893 Viernheim (TV 1893)
- Badminton Club Viernheim
- Golf Club Mannheim-Viernheim
- Bushido Viernheim-Shotokan-Karate
- Viernheimer Billard – Club 1967
- Ballettschule Heide Heidt
- Viernheimer SV (Schwimmverein)
- DLRG Viernheim
- Ski Club Viernheim
- ERC Viernheim (Rollkunstlauf)
- 1. Viernheimer Karate Dojo
- 1. Viernheimer Judo Club e. V.
- TSC Viernheim (Tauchsportclub Viernheim)
- KSV 1951 Viernheim (Kegelsportverein Viernheim)
- TC Viernheim (Tennisclub Viernheim)
- Reit- und Fahrverein Viernheim e. V.
- SC Viernheim 1934 e. V. (Schachclub)
- SRC 1896 Viernheim e. V. (Ringen)

### Regelmäßige Veranstaltungen

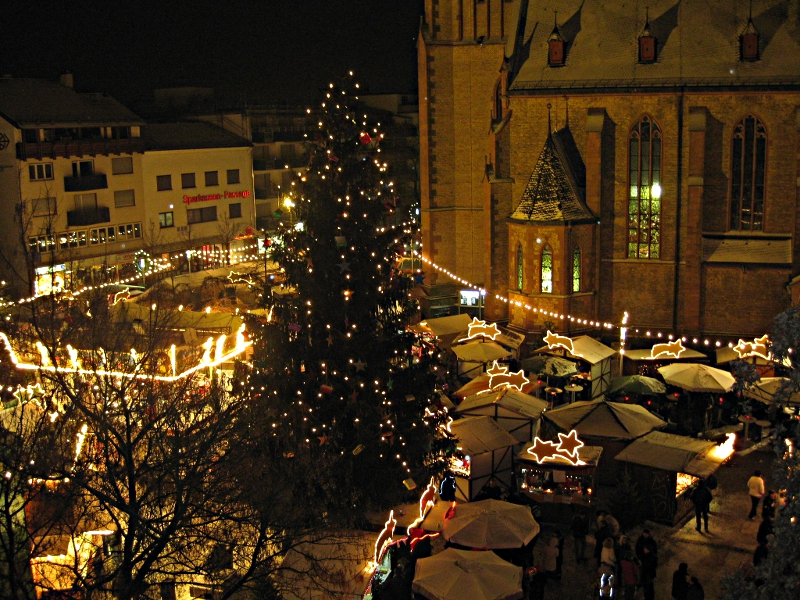
Weihnachtsmarkt Viernheim

- Februar: Fastnachtsumzug oder Straßenfastnacht (im jährlichen Wechsel)
- Mai: 1. Mai „Tag der Arbeit“: Maifeier des Deutschen Gewerkschaftsbundes (DGB)
- Mai: Tanz in den Mai; Traditionelles Maifest bei der Freiwilligen Feuerwehr, Brundtlandfest
- Juni: Brundtland Citylauf
- August: Viernheimer Triathlon (1,5 / 46 / 10)
- Juli: Erstes Wochenende traditionelles Siedlerfest der Siedlergemeinschaft Viernheim
- Juli: Sommerfest Sänger-Einheit 1872 e. V. Viernheim (2. Sonntag im Juli)
- Juli: CdG-Sommerfest in bayrischem Stil
- Juli: Viernheimer Stadtfest (seit 2012, Zwei-Jahres-Turnus)
- August: MGV-Gartenfest (erstes Wochenende im August)
- August: Tierschutzverein Viernheim Sommerfest am letzten Wochenende im August
- September: Freiwilligentag (dritter Samstag im September)
- September: Südhessische Akkordeontage
- September: Innenstadtfest (1980–2010[64][65])
- Oktober: Tag des Friedhofs
- November: Kerwe
- Dezember: Weihnachtsmarkt
- Pfarrfeste der Viernheimer Gemeinden
- 24-Stunden-Lauf der Gemeinde St. Michael (zuletzt 2013)
- Seifenkistenrennen der Viernheimer Pfadfinder (2006–2008)

## Wirtschaft und Infrastruktur

### Flächennutzung
Das Gemeindegebiet umfasst eine Gesamtfläche von 4840 Hektar, davon entfallen in ha auf:
| Nutzungsart             | Nutzungsart             | 2011 | 2015 |
| ----------------------- | ----------------------- | ---- | ---- |
| Gebäude- und Freifläche | Gebäude- und Freifläche | 538  | 543  |
| davon                   | Wohnen                  | 291  | 292  |
|                         | Gewerbe                 | 61   | 62   |
| Betriebsfläche          | Betriebsfläche          | 25   | 25   |
| davon                   | Abbauland               | 2    | 2    |
| Erholungsfläche         | Erholungsfläche         | 83   | 83   |
| davon                   | Grünanlage              | 34   | 34   |
| Verkehrsfläche          | Verkehrsfläche          | 348  | 349  |
| Landwirtschaftsfläche   | Landwirtschaftsfläche   | 1000 | 994  |
| davon                   | Moor                    | 0    | 0    |
|                         | Heide                   | 0    | 0    |
| Waldfläche              | Waldfläche              | 2783 | 2783 |
| Wasserfläche            | Wasserfläche            | 34   | 34   |
| Sonstige Nutzung        | Sonstige Nutzung        | 29   | 29   |

### Verkehr

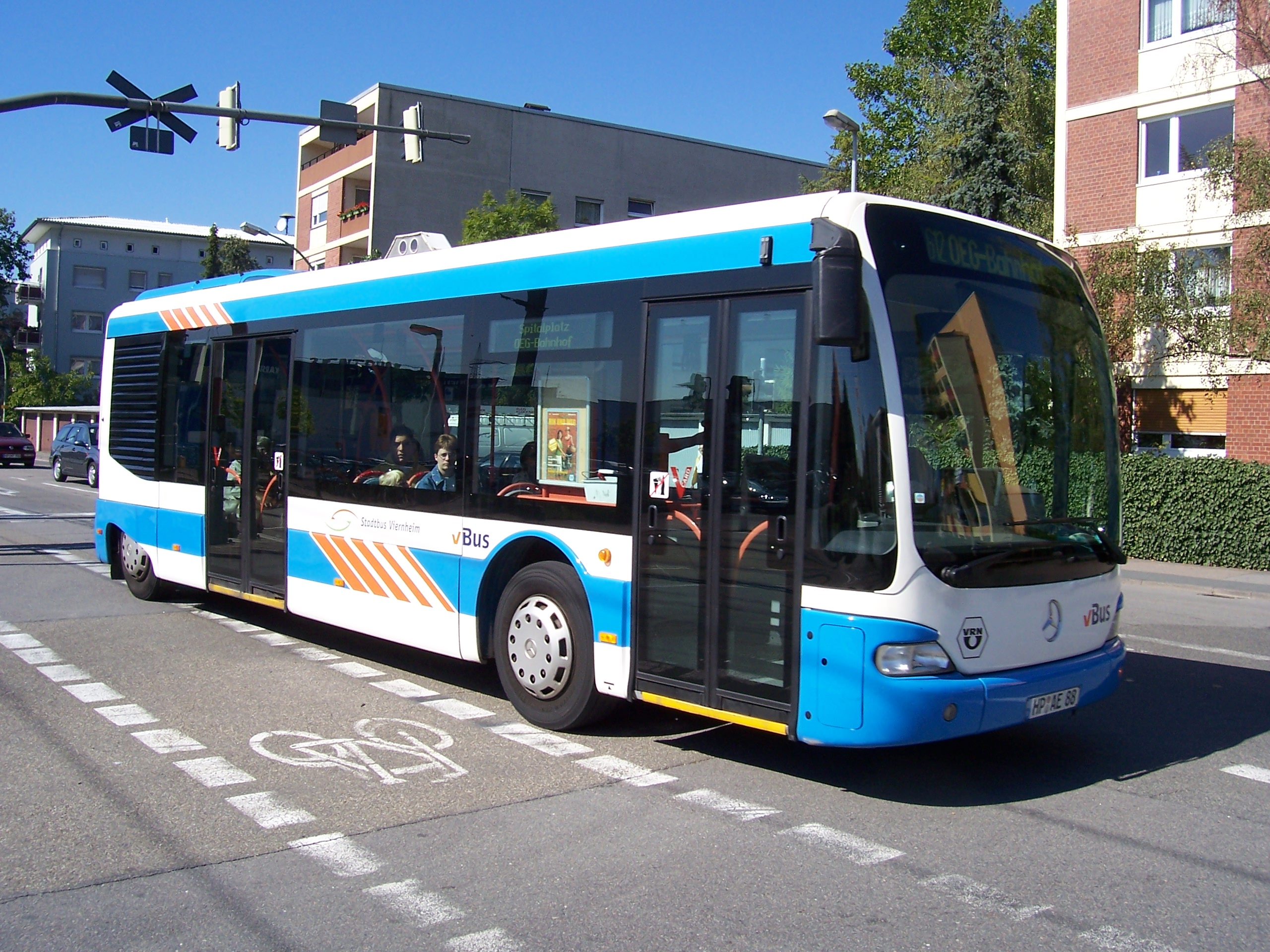
Viernheimer Stadtbus

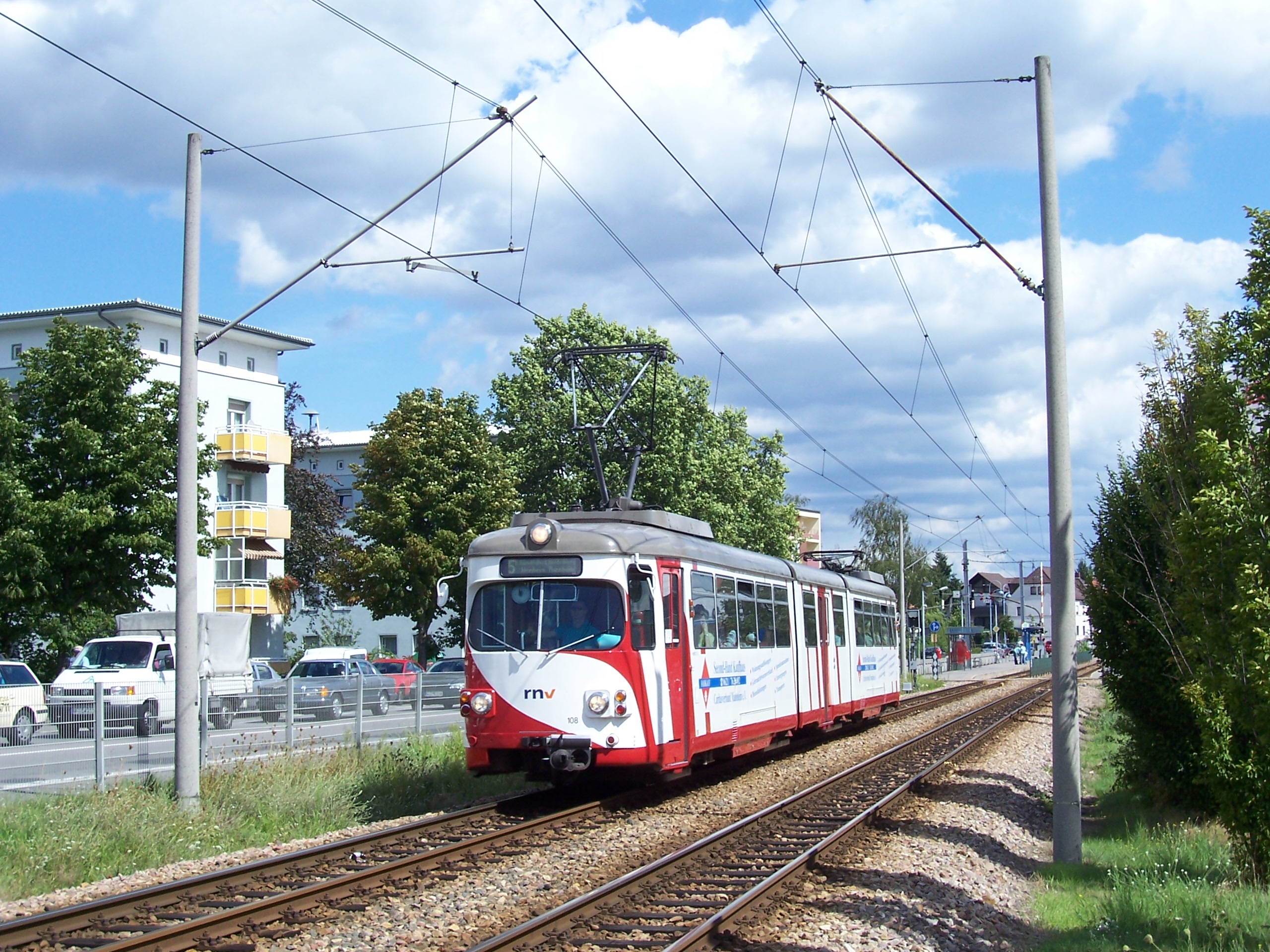
OEG-Wagen am Rhein-Neckar-Zentrum

#### Straßenverkehr
Viernheim liegt an der A 659, die direkt nach Mannheim und Weinheim führt, aber auch den direkten Zugang zu drei weiteren Autobahnen, der A 5, der A 6 und der A 67, bietet. Durch die beiden Autobahnkreuzungen Viernheimer Kreuz und Viernheimer Dreieck ist der Ortsname Viernheim vielen Autofahrern bekannt.

#### ÖPNV
Viernheim ist durch eine Schmalspur-Eisenbahn und eine Buslinie an die umliegenden Städte angebunden. Die elektrisch betriebene Schmalspurbahn (Oberrheinische Eisenbahn, kurz OEG, heute als Linie 5 ausgewiesen) wird meist als Überlandstraßenbahn angesehen. Sie führt seit 1887 nach Mannheim und nach Weinheim, ein paar Jahre später erfolgte von dort auch eine Verlängerung nach Heidelberg. Sie wird von der Rhein-Neckar-Verkehr GmbH (RNV) betrieben. Eine Regionalbus-Linie des Busverkehr Rhein-Neckar (BRN) führte einst nach Weinheim sowie nach Lampertheim und Worms.
Seit kurzem fährt diese Linie nur noch ab Viernheim nach Worms.
Zudem gibt es zwei Stadtbus-Linien der Stadtwerke Viernheim, die von der RNV-Tochter V-Bus betrieben werden. Alle öffentlichen Verkehrsmittel sind im Verkehrsverbund Rhein-Neckar (VRN) integriert.

#### Bahnverkehr
Der Bahnhof Viernheim lag an der 1905 eröffneten Bahnstrecke Weinheim–Viernheim, die ursprünglich weiter über Lampertheim nach Worms führte, um die Verbindung der Weschnitztalbahn nach Worms herzustellen. Wegen geringer Nachfrage dieser Verbindung wurde jedoch 1960 der Personenverkehr auf der gesamten Strecke eingestellt und durch Busse ersetzt und die Gleisanlagen zwischen Viernheim und Lampertheim abgebaut (der Streckenverlauf ist heute noch als breite Schneise im Wald erkennbar). Lediglich der Güterverkehr zwischen Weinheim und Viernheim wurde – mit Unterbrechungen – bis 2010 fortgeführt. Das ehemalige Empfangsgebäude des Bahnhofs beherbergt heute eine kommunale Freizeit- und Bildungsstätte, die den Namen Treff im Bahnhof (T.I.B.) trägt.

### Ansässige Unternehmen
Viernheim hat vier Industriegebiete mit vielen Betrieben des Mittelstandes.
Dort haben namhafte Firmen, wie Buderus ihr Vertriebszentrum, RF Systems Nachrichtentechnik, Plisch GmbH, Hommel Hercules Werkzeuge (HHW), Busch (Modellbahnzubehör) und die Erdt Gruppe ihren Hauptfirmensitz. Überregional bekannt ist das 1972 eröffnete Einkaufszentrum Rhein-Neckar-Zentrum.

### Medien

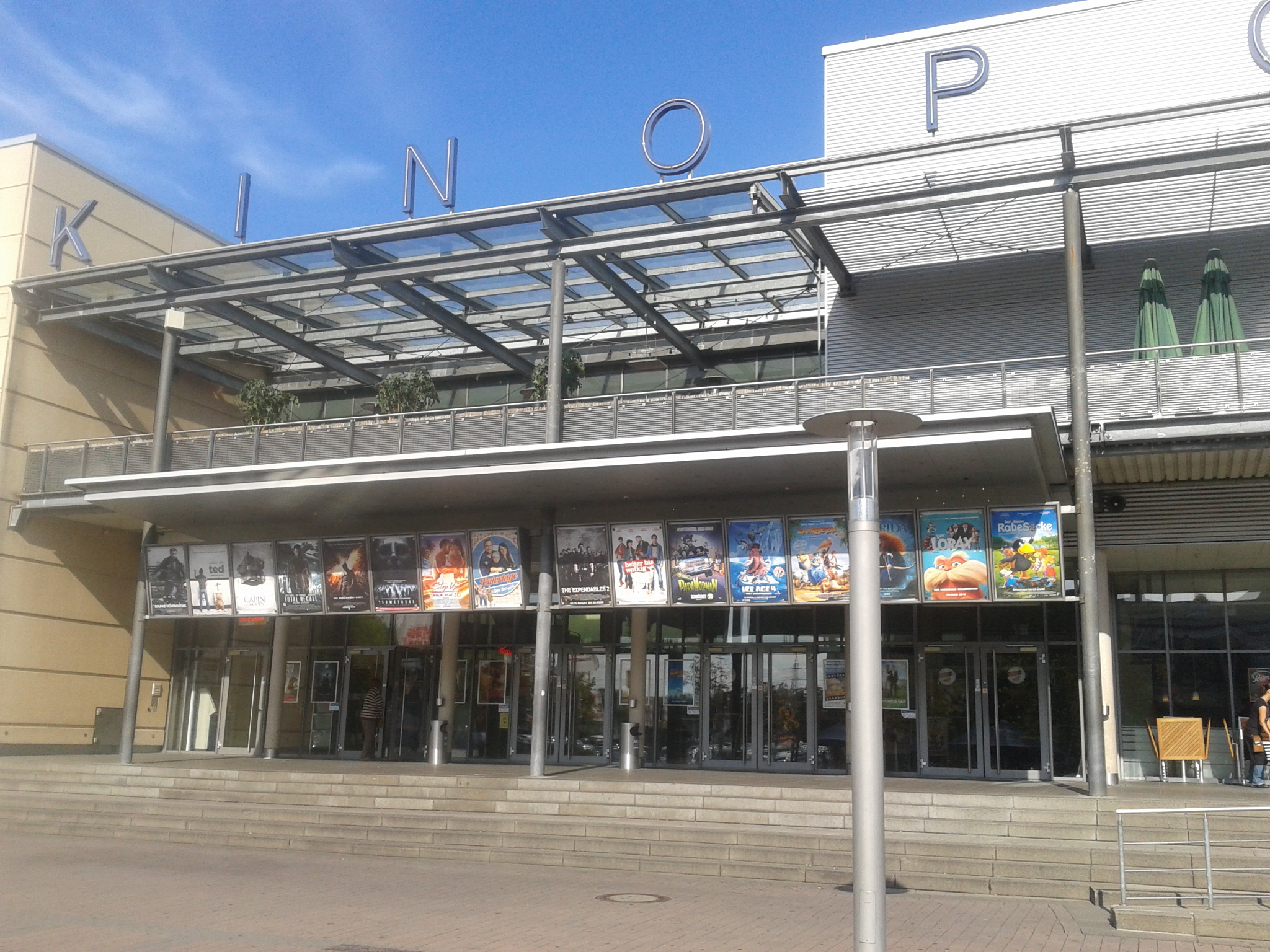
Beim Rhein-Neckar-Zentrum befindet sich ein großes Kinopolis-Kino mit 2585 Plätzen.

In Viernheim gibt es zwei regionale Tageszeitungen:
- Viernheimer Tageblatt, gegründet 1949.
- Mannheimer Morgen als Südhessen Morgen mit einer Regionalausgabe Viernheim

Die folgenden kostenlosen Anzeigenzeitungen werden in Viernheim wöchentlich verteilt:
- Viernheimer Volksblatt
- Wochenblatt Mannheim
- Bergsträßer Anzeigen-Zeitung (BAZ)

Folgende regionale Medien sehen Viernheim als Teil ihres Empfangs- bzw. Verbreitungsgebiets:
- Hessischer Rundfunk, Südwestrundfunk (Kurpfalz-Radio im Rahmen von SWR4 Baden-Württemberg)
- Rhein-Neckar Fernsehen
- Radio Regenbogen, Hit Radio FFH, Radio RPR, sunshine live, big FM, bermuda.funk
- Bild Rhein-Neckar

### Bildung

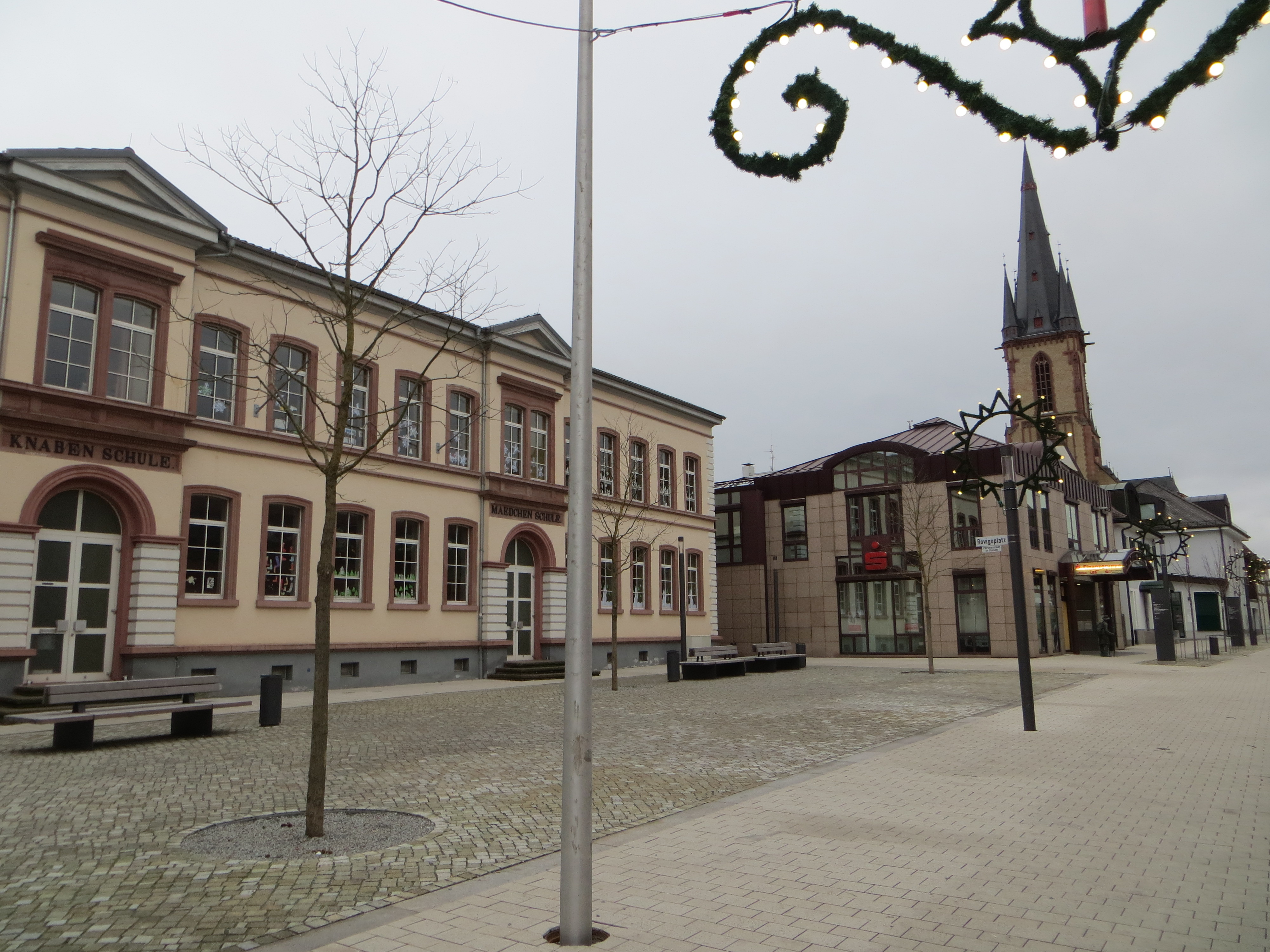
Goetheschule Viernheim

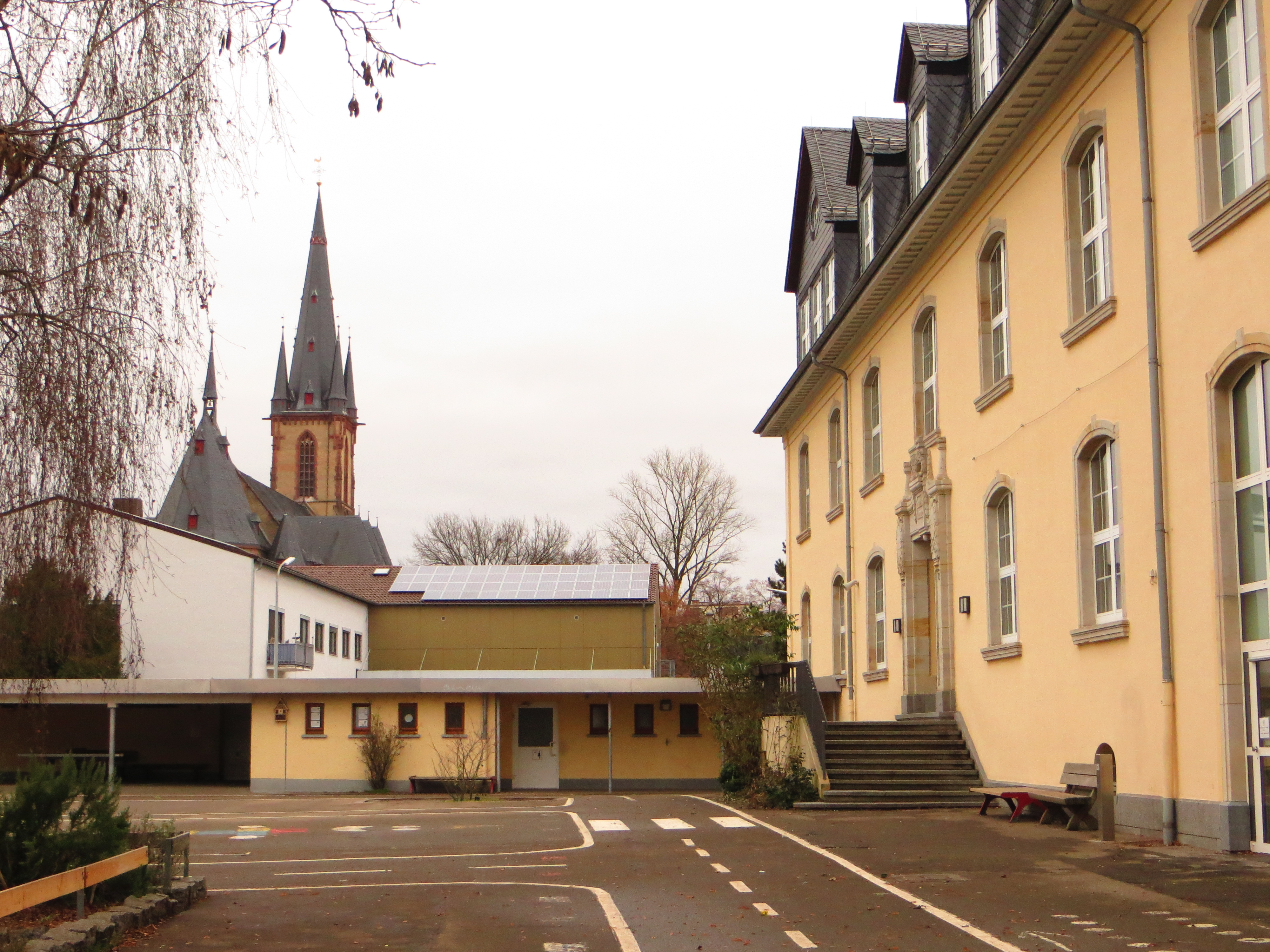
Schillerschule Viernheim

Die Viernheimer Schullandschaft deckt die elementaren Bereiche der Allgemeinbildung ab.
- Grundschulen:
  - Schillerschule
  - Goetheschule
  - Nibelungenschule
  - Friedrich-Fröbel-Schule
- Grund-, Haupt- und Realschule:
  - Friedrich-Fröbel-Schule
- Gesamtschule (Haupt-, Realschule und Gymnasium):
  - Alexander-von-Humboldt-Schule
- Gymnasium:
  - Albertus-Magnus-Schule – Gymnasium in Trägerschaft des Bistums Mainz Katholische Privatschule
- Förderschule mit Hauptschulzweig:
  - Albert-Schweitzer-Schule
- Englischsprachige Schulen
  - MIS (Metropolitan International School)

Weitere Schulen mit spezifischeren Profilen sind in den Nachbarstädten zu finden.
Die nächsten Hochschulen und Universitäten befinden sich in der Nachbarstadt Mannheim und in Heidelberg.

## Persönlichkeiten

### Söhne und Töchter der Stadt
- Franz Joseph Helferich (1806–1881), römisch-katholischer Priester
- Franziska Berg (1813–1893), Sängerin und Schauspielerin
- Jakob Keller (1873–1961), Landtagsabgeordneter (Zentrum)
- Nikolaus Adler (1902–1970), katholischer Theologe
- Maria Mandl (1905–1965), Widerstandskämpferin in der NS-Zeit, Kommunalpolitikerin[67]
- Hans Knapp (1910–2006), Heimatforscher
- Franz Dewald (1911–1990), Kunstmaler, künstlerischer Entwurf der Ausstattung der St. Michaelskirche
- Samuel Schmitt (1920–2002), Schriftsteller und Verleger
- Robert Riehl (1924–1976), Bildhauer und Keramiker
- Wilhelm Joseph Koch (1931–2025), langjähriger Kommunalpolitiker, Verleihung des Bundesverdienstkreuzes für ehrenamtliche Tätigkeiten
- Manfred Knapp (* 1939), Politikwissenschaftler und Hochschullehrer
- Karl-Heinz Kiß (1941–2024), Fußballspieler
- Joachim Jung (* 1954), Schauspieler
- Ulrich Tukur (* 1957), Schauspieler
- Fritz Niebler (* 1958), Ringer
- Rüdiger Reinhardt (* 1960), Psychologe, Professor für Wirtschaftspsychologie und Empirische Forschung
- Günther Beikert (* 1968), Schachspieler
- Claudia Tonn (* 1981), Siebenkämpferin
- Holger Marcks (* 1981), Sozialwissenschaftler und Publizist
- Marilena Geugjes (* 1991), Politikerin (Bündnis 90/Die Grünen), MdL BaWü (ab 2024)

### Persönlichkeiten, die in Viernheim gewirkt haben
- Edmund Bläss (1769–1844), Schultheiß in Viernheim 1817–1826 und ehemaliger Abgeordneter der 2. Kammer der Landstände des Großherzogtums Hessen, Schwiegersohn des Viernheimer Schultheißen Johann Georg Winkler
- Johannes Euler (1822–1887), Pfarrer und Gründer des St. Joseph Krankenhauses
- Erich Syri (1937–2022), Kammersänger (Bass), lebte in Viernheim
- Angelo Stipinovich (* 1964), Pfarrer von 1999 bis 2019 in St. Michael und St. Hildegard, Initiator für „Haus des Lebens“, „Viernheimer Tafel“, Hospiz „Schwester Paterna“
- Christine Lambrecht (* 1965), Politikerin, wuchs in Viernheim auf und hatte lange ihren Lebensmittelpunkt in der Stadt
- Andreas Sturm (* 1986), Politiker und Autor, war von 2013 bis 2021 als Lehrer an der Albertus-Magnus-Schule in Viernheim tätig

### Ehrenbürger
Die Stadt Viernheim hat folgenden Personen das Ehrenbürgerrecht verliehen:
- 1948: Ludwig Bergsträsser (1883–1960), Vorsitzender der 1. hessischen Nachkriegsregierung
- 1948: Hans Mayr (1864–1958), Rektor, Verfasser der „Chronik der Stadt Viernheim“
- 1949: Karl Joseph Alter (1885–1977), Erzbischof von Cincinnati
- 1965: Nikolaus Hattemer (1900–1970), Dekan
- 1973: Anton Darmstadt (1900–1981), Pfarrer
- 1975: Hans Mandel (1917–2010), Bürgermeister
- 1975: Michael Bugert (1905–1989), Ehrenstadtrat